# Jomo Kenyatta
Jomo Kenyatta   (Gatundu, 20 d'octubre de 1893 - Mombasa, 22 d'agost de 1978) va ser un activista i polític anticolonial kenyà que va governar Kenya com a primer ministre des de 1963 fins a 1964 i després com a primer president des de 1964 fins a la seva mort el 1978. Va ser el primer cap de govern indígena del país i va tenir un paper important en la transformació de Kenya d'una colònia de l'Imperi Britànic a una república independent. Ideològicament conservador i nacionalista africà, va dirigir la Unió Nacional Africana de Kenya (Kenya African National Union, KANU) des de 1961 fins a la seva mort.
Kenyatta era fill de grangers kikuyu a Kiambu (Àfrica Oriental Britànica). Educat en una escola de missió, va treballar en diverses feines abans de comprometre's políticament a través de l'Associació Central Kikuyu. El 1929, va viatjar a Londres per fer pressió pels afers de la terra kikuyu. Durant la dècada de 1930, va estudiar a la Universitat Comunista de l'Est de Moscou, al University College de Londres i a la London School of Economics. El 1938, va publicar un estudi antropològic sobre la vida kikuyu abans de treballar com a camperol a Sussex durant la Segona Guerra Mundial. Influenciat pel seu amic George Padmore, va abraçar idees anticolonialistes i panafricanes i va coorganitzar el Congrés Panafricà de 1945 a Manchester. Va tornar a Kenya el 1946 i es va convertir en director d'escola. El 1947, va ser elegit president de la Unió Africana de Kenya, a través de la qual va pressionar per la independència del domini colonial britànic, atraient un suport indígena generalitzat però l'animadversió dels colons blancs. El 1952, va estar entre els sis de Kapenguria arrestats i acusats de dirigir l'aixecament anticolonial del Mau-Mau. Tot i que va defensar la seva innocència, una visió compartida pels historiadors posteriors, va ser condemnat. Va restar empresonat a Lokitaung fins al 1959 i després va ser exiliat a Lodwar fins al 1961.
En ser alliberat, Kenyatta es va convertir en president del KANU i va portar el partit a la victòria a les eleccions generals de 1963. Com a primer ministre, va supervisar la transició de la colònia de Kenya a una república independent, de la qual va esdevenir president el 1964. Desitjant un estat de partit únic, va transferir els poders regionals al seu govern central, va reprimir la dissidència política i va prohibir que l'únic rival del KANU, el partit d'esquerres Unió Popular de Kenya d'Oginga Odinga, participés en les eleccions. Va promoure la reconciliació entre els grups ètnics indígenes del país i la minoria europea, tot i que les seves relacions amb els indis kenyans van ser tenses i l'exèrcit de Kenya es va enfrontar amb els separatistes somalis a la Província del Nord-est durant la Guerra Shifta. El seu govern va dur a terme polítiques econòmiques capitalistes i l'«africanització» de l'economia, prohibint als no ciutadans controlar les indústries clau. L'educació i l'assistència sanitària es van ampliar, mentre que la redistribució de terres finançada pel Regne Unit va afavorir els fidels a la KANU i va exacerbar les tensions ètniques. Sota Kenyatta, Kenya es va unir a l'Organització de la Unitat Africana i a la Commonwealth, adoptant una política exterior prooccidental i anticomunista enmig de la Guerra Freda. Kenyatta va morir al càrrec i va ser succeït per Daniel arap Moi.
Kenyatta va ser una figura controvertida. Abans de la independència de Kenya, molts dels colons blancs el consideraven un agitador, tot i que a tot Àfrica es va guanyar un respecte generalitzat com a anticolonialista. Durant la seva presidència, se li va atorgar el títol honorífic de Mzee i va ser elogiat com el Pare de la Nació, assegurant-se el suport tant de la majoria negra com de la minoria blanca amb el seu missatge de reconciliació. Per contra, el seu govern va ser criticat com a dictatorial, autoritari i neocolonial, per afavorir els kikuyu sobre altres grups ètnics i per facilitar el creixement de la corrupció generalitzada.

## Biografia

### Infantesa

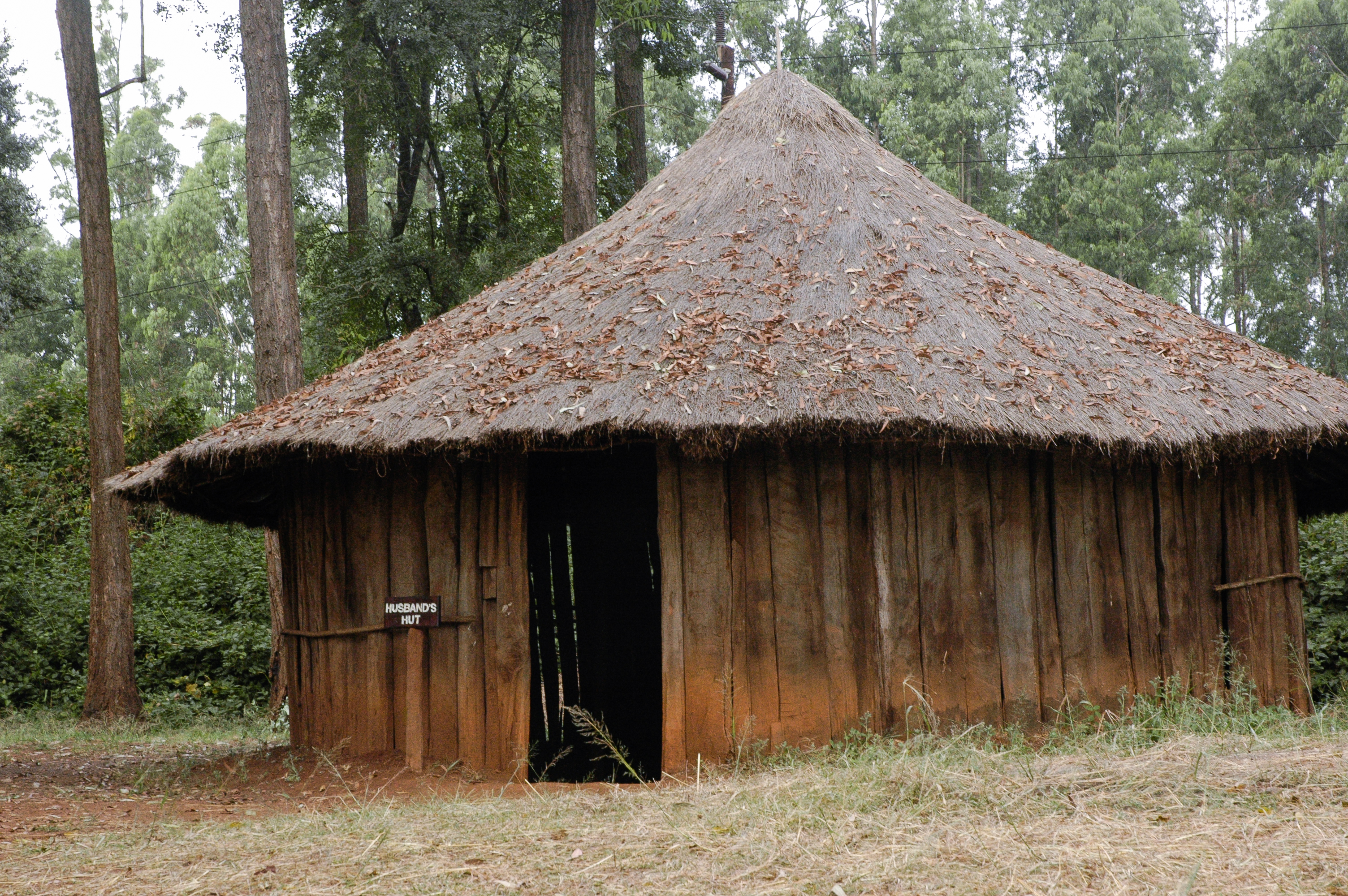
Una casa tradicional kikuyu similar a la que hauria viscut Kenyatta a Nginda

Membre del poble kikuyu, Kenyatta va néixer amb el nom de Kamau al poble de Nginda. Els kikuyu no en van registrar el naixement i per això se'n desconeix la data exacta. Un biògraf, Jules Archer, va suggerir que probablement va néixer el 1890, encara que una anàlisi més completa de Jeremy Murray-Brown va suggerir un naixement circa el 1897 o 1898. El pare de Kenyatta es deia Muigai, i la seva mare Wambui. Vivien en una granja prop del riu Thiririka, on conreaven la terra i criaven ovelles i cabres. Muigai era prou ric per poder-se permetre el luxe de tenir diverses esposes, cadascuna vivint en una nyūmba (cabana per a les dones) separada.

Kenyatta es va criar segons el costum i les creences tradicionals dels Kikuyu, i se'ls va ensenyar a pasturar el ramat familiar. Quan tenia deu anys, se li van perforar els lòbuls de les orelles, com és tradició entre els Kikuyu per marcar del pas de la infantesa a la joventut. La seva mare Wambui va donar a llum un altre fill, Kongo, poc abans que el seu pare Muigai morís. D'acord amb la tradició kikuyu, Wambui es va casar amb el germà petit del seu difunt marit, Ngengi. Kenyatta va prendre llavors el nom de Kamau wa Ngengi («Kamau, fill de Ngengi»). Wambui va donar un fill al seu nou marit, a qui també van anomenar Muigai. Ngengi era dura i ressentida amb els tres nois, i Wambui va decidir portar el seu fill petit a viure amb la seva família paterna més al nord. Va ser allà on va morir, llavors, Kenyatta, que era molt estimat pel jove Muigai, va viatjar per recollir-lo. Després d'això es van traslladar amb el seu avi, Kongo wa Magana, i Kenyatta va ajudar-lo en la seva tasca com a curandero.
| «                                             | Els missioners han fet molt bona feina perquè va ser a través del missioner que molts dels kikuyu van rebre la seva primera educació […] i van poder aprendre a llegir i escriure […] També, en el vessant mèdic: els missioners ho va fer molt bé. Al mateix temps, crec que els missioners […] no entenien el valor del costum africà, i molts d'ells van intentar eliminar alguns dels costums sense saber el paper que tenen en la vida dels kikuyu […] Van molestar la vida de la gent. | » |
| — Kenyatta, en una entrevista de la BBC, 1963 | |   |

El novembre de 1909, Kenyatta va marxar de casa i es va matricular com a alumne a la Missió de l'Església d'Escòcia (CSM) a Thogoto. Els missioners eren cristians zelosos que creien que portar el cristianisme als pobles indígenes de l'Àfrica oriental era part de la missió civilitzadora de Gran Bretanya. Allà, Kenyatta es va allotjar al petit internat, on va aprendre històries de la Bíblia, i li van ensenyar a llegir i escriure en anglès. També va dur a terme tasques per a la missió, incloent-hi rentar els plats i desherbar els jardins. Aviat es va unir al dormitori de la missió amb el seu germà Kongo. Com més temps s'hi estaven els alumnes, més es ressentien per la manera com els tractaven molts dels missioners britànics.
El progrés acadèmic de Kenyatta va ser mínim, i el juliol de 1912 es va convertir en aprenent del fuster de la missió. Aquell any, es convertí al cristianisme i va començar a sotmetre's al catecisme. El 1913, es va sotmetre al ritual de la circumcisió kikuyu; els missioners generalment desaprovaven aquest costum, però era un aspecte important de la tradició kikuyu, que permetia que Kenyatta fos reconegut com a adult. Quan se li va demanar que prengués un nom cristià per al seu proper baptisme, va triar el nom dels apòstols Joan i Pere. Obligat pels missioners a escollir-ne només un, va triar Johnstone, amb la partícul·la -stone («pedra») amb referència a Pere. En conseqüència, va ser batejat com a Johnstone Kamau l'agost de 1914. Després del seu bateig, Kenyatta va marxar del dormitori de la missió i va viure amb amics. Després d'haver completat el seu aprenentatge com a fuster, Kenyatta va demanar que la missió li permetés ser aprenent de picapedrer, però ho van rebutjar. Aleshores va sol·licitar que la missió el recomanés per treballar, però el cap de la missió no ho va acceptar a causa d'una acusació de deshonestedat menor.

### Nairobi: 1914–1922
Kenyatta es va traslladar a Thika, on va treballar per a una empresa d'enginyeria dirigida pel britànic John Cook. A l'empresa s'encarregava d'aconseguir els salaris de l'empresa en un banc de Nairobi, a 40 km de distància. Kenyatta va deixar la feina a causa d'una malaltia greu, de la qual es va recuperar a casa d'un amic de la missió presbiteriana de Tumutumu. En aquell moment, l'Imperi Britànic estava immers en la Primera Guerra Mundial, i l'exèrcit britànic havia reclutat molts kikuyu. Un dels que s'hi van incorporar va ser Kongo, que va desaparèixer durant el conflicte i la seva família mai no va saber del seu destí. Kenyatta no es va unir a les forces armades, i com altres kikuyu es va traslladar a viure entre els massai, que s'havien negat a lluitar pels britànics. Kenyatta vivia amb la família d'una tia que s'havia casat amb un cap massai, adoptant els costums massais i vestint joies massais, inclòs un cinturó de perles conegut com a kinyata en llengua kikuyu. En algun moment, va començar a anomenar-se «Kinyata» o «Kenyatta» per aquesta peça.
El 1917, Kenyatta es va traslladar a Narok, on va participar en el transport de bestiar a Nairobi, abans de traslladar-se a Nairobi per treballar en una botiga de venda d'equips agrícoles i d'enginyeria. Al vespre, feia classes en una escola de missió de l'església. Uns quants mesos més tard va tornar a Thika abans d'obtenir feina construint cases per a la Missió Thogota. També va viure durant un temps a Dagoretti, on es va convertir en servidor d'un subcap local, Kioi. El 1919 el va ajudar a posar el cas d'una disputa de terres davant un tribunal de Nairobi. Kenyatta va començar una relació amb Grace Wahu, que havia assistit a l'escola CMS a Kabete; i tot i que inicialment es va traslladar a la casa familiar de Kenyatta, es unir a Kenyatta a Dagoretti quan Ngengi la va expulsar. El 20 de novembre de 1920 va donar a llum el fill de Kenyatta, Peter Muigui. L'octubre de 1920, Kenyatta va ser convocat abans d'una sessió de Thogota Kirk i se li va comunicar que se'l suspenia de fer la Sagrada Comunió. La suspensió va ser com a resposta a la seva beguda i les seves relacions amb Wahu fora del matrimoni. L'església va insistir que un casament tradicional kikuyu seria inadequat, i que s'havia de sotmetre a un matrimoni cristià; això va tenir lloc el dia 8 de novembre de 1922. Kenyatta s'havia negat inicialment a deixar de beure, però el juliol de 1923 va renunciar oficialment a l'alcohol i se li va permetre tornar a la Sagrada Comunió.
L'abril de 1922, Kenyatta va començar a treballar com a empleat de botigues i lector de comptadors per a Cook, que havia estat nomenat superintendent d'aigua del consell municipal de Nairobi. Va guanyar 250 xílings de l'Àfrica Oriental (12 £, el que serien unes £750 o 890 € el 2022) al mes, un salari especialment alt per a un africà nadiu, que li va aportar independència financera i una sensació creixent d'autoconfiança. Kenyatta vivia al barri de Kilimani de Nairobi, encara que va finançar la construcció d'una segona residència a Dagoretti; es va referir a aquesta darrera barraca com les Botigues Kinyata perquè l'utilitzava per guardar provisions generals per al barri. Disposava de fons suficients per poder prestar diners als empleats europeus a les oficines, i podia gaudir de l'estil de vida que oferia Nairobi, que incloïa cinemes, partits de futbol i moda britànica importada.

### Associació Central Kikuyu: 1922–1929
El sentiment antiimperialista va anar en augment entre les comunitats natives i índies a Kenya després de la Guerra d'Independència d'Irlanda i la Revolució d'Octubre russa. Molts indígenes africans estaven ressentits pel fet d'haver de portar certificats d'identitat kipande en tot moment, se'ls prohibia cultivar cafè i se'ls obligava pagar impostos sense tenir representació política. Els trastorns polítics es van produir al territori kikuyu després de la Primera Guerra Mundial, entre ells les campanyes de Harry Thuku i l'Associació d'Àfrica Oriental, que van resultar en la massacre del govern de vint-i-un manifestants nadius el març de 1922. Kenyatta no havia participat en aquests esdeveniments, potser per no interrompre les seves lucratives perspectives laborals.
L'interès de Kenyatta per la política va derivar de la seva amistat amb James Beauttah, una figura important de l'Associació Central Kikuyu (KCA). Beauttah va portar Kenyatta a una reunió política a Pumwani, encara que això no va comportar cap implicació ferma en aquell moment. El 1925 o principis de 1926, Beauttah es va traslladar a Uganda, però va mantenir el contacte amb Kenyatta. Quan la KCA va escriure a Beauttah i li va demanar que viatgés a Londres com el seu representant, ell ho va rebutjar, però va recomanar que Kenyatta, que dominava l'anglès, hi anés al seu lloc. Kenyatta va acceptar, probablement amb la condició que l'Associació igualés el seu salari. Esdevingué així el secretari del grup.
És probable que la KCA comprés una moto per a Kenyatta, que va utilitzar per viatjar pel territori kikuyu i zones veïnes habitades pels Meru i Embu, ajudant a establir noves sucursals de KCA. El febrer de 1928, va formar part d'una delegació de la KCA que va visitar la Casa del Govern a Nairobi per donar testimoni davant la Hilton Young Commission, que aleshores considerava una federació entre Kenya, Uganda i Tanganyika. Al juny, va formar part d'un equip de la KCA que va comparèixer davant un comitè selecte del Consell Legislatiu de Kenya per expressar les seves preocupacions sobre la recent introducció de les Juntes de Terres. Presentades pel governador britànic de Kenya, Edward Grigg, aquestes Juntes de Terres tindrien totes les terres de les reserves natives en fideïcomís per a cada grup tribal. Tant la KCA com l'Associació Kikuyu es van oposar a aquestes Juntes de Terres, que van tractar la terra kikuyu com a propietat col·lectiva en lloc de reconèixer la propietat individual de la terra kikuyu. També al febrer va néixer la seva filla, Wambui Margaret. En aquest moment, estava utilitzant cada cop més el nom «Kenyatta», que tenia un aspecte més africà que «Johnstone».
El maig de 1928, la KCA va publicar una revista en llengua kikuyu, Muĩgwithania (traduïda aproximadament com «El Reconciliador» o «L'Unificador»), en la qual va publicar notícies, articles i homilies. El seu propòsit era ajudar a unificar els Kikuyu i recaptar fons per al KCA. Kenyatta figurava com l'editor de la publicació, encara que Murray-Brown va suggerir que ell no n'era el director i que les seves funcions es limitaven en gran part a traduir els textos al kikuyu. Conscient que Thuku havia estat exiliat pel seu activisme, Kenyatta va adoptar un enfocament prudent a la campanya, i a Muĩgwithania va expressar el seu suport a les esglésies, els comissaris de districte i els caps. També va elogiar l'Imperi Britànic, afirmant que: «El primer [de l'Imperi] és que totes les persones són governades amb justícia, grans o petites, per igual. La segona cosa és que ningú és considerat un esclau, cadascú és lliure de fer el que li agrada sense ser obstaculitzat.» Això no va impedir que Grigg escrigués a les autoritats de Londres per demanar permís per tancar la revista.

## Ultramar

### Londres: 1929–1931
Després que la KCA recaptés prou diners, el febrer de 1929 Kenyatta va navegar de Mombasa a Gran Bretanya. L'administració de Grigg no va poder aturar el viatge de Kenyatta, però va demanar a l'Oficina Colonial de Londres que no es reunís amb ell. Inicialment, es va allotjar a les instal·lacions de la Unió d'Estudiants d'Àfrica Occidental a l'oest de Londres, on va conèixer Ladipo Solanke. Aleshores es va allotjar amb una prostituta; i tant això com la luxosa despesa de Kenyatta van provocar la preocupació de la Church Mission Society. El seu propietari va confiscar les seves pertinences a causa d'un deute impagat. A la ciutat, Kenyatta es va reunir amb W. McGregor Ross a la Royal Empire Society, Ross el va informar sobre com tractar amb l'oficina colonial. Kenyatta es va fer amic de la família de Ross, i els va acompanyar a esdeveniments socials a Hampstead. També va contactar amb antiimperialistes actius a Gran Bretanya, incloent-hi la Lliga contra l'Imperialisme, Fenner Brockway i Kingsley Martin. Grigg es trobava a Londres al mateix temps i, malgrat la seva oposició a la visita de Kenyatta, va acceptar reunir-s'hi a la seu de Rhodes Trust a l'abril. A la reunió, Kenyatta va plantejar la qüestió de la terra i l'exili de Thuku, i l'ambient entre els dos era amable. Malgrat això, després de la reunió, Grigg va convèncer l'Special Branch —la unitat antiterrorista de la policia metropolitana londinenca— perquè controlés Kenyatta.
Kenyatta va establir contactes amb radicals de l'esquerra del Partit Laborista, inclosos diversos comunistes. A l'estiu de 1929, va deixar Londres i va viatjar per Berlín fins a Moscou abans de tornar a Londres a l'octubre. Kenyatta va estar fortament influït per la Unió Soviètica. De tornada a Anglaterra, va escriure tres articles sobre la situació de Kenya per als diaris del Partit Comunista de Gran Bretanya, el Daily Worker i el Sunday Worker. En aquests, la seva crítica a l'imperialisme britànic va ser molt més forta que no pas a Muĩgwithania. Aquests vincles comunistes afectaven molts els mecenes liberals de Kenyatta. Al gener, Kenyatta es va reunir amb Drummond Shiels, el subsecretari d'Estat per a les Colònies, a la Cambra dels Comuns. Kenyatta va dir a Shiels que no estava afiliat als cercles comunistes i que desconeixia la naturalesa del diari que publicava els seus articles. Shiels va aconsellar a Kenyatta que tornés a casa per promoure la participació dels kikuyu en el procés constitucional i desanimar la violència i l'extremisme. Després de divuit mesos a Europa, Kenyatta s'havia quedat sense diners. La Societat Antiesclavitud li va avançar fons per pagar els seus deutes i tornar a Kenya. Tot i que Kenyatta va gaudir de la vida a Londres i temia ser arrestat si tornava a casa, va navegar de tornada a Mombasa el setembre de 1930. Al seu retorn, el seu prestigi entre els kikuyu era alt pel seu temps passat a Europa.
En la seva absència, la mutilació genital femenina s'havia convertit en un tema de fort debat a la societat kikuyu. Les esglésies protestants, recolzades pels metges europeus i les autoritats colonials, van donar suport a l'abolició d'aquesta pràctica tradicional, però la KCA es va unir en la seva defensa, afirmant que la seva abolició malmetria l'estructura de la societat kikuyu. L'ira entre els dos bàndols havia augmentat, diverses esglésies van expulsar els membres de la KCA de les seves congregacions, i es va creure àmpliament que l'assassinat d'una missionera nord-americana, Hulda Stumpf, el gener de 1930, s'havia degut al problema. Com a secretari de la KCA, Kenyatta es va reunir amb representants de l'església. Va expressar l'opinió que, tot i que s'oposava personalment a la mutilació genital femenina, considerava contraproduent la seva abolició legal i va argumentar que les esglésies haurien de centrar-se a erradicar aquesta pràctica educant la gent sobre els seus efectes nocius sobre la salut de les dones. La reunió va acabar sense acord, i John Arthur —el cap de l'Església d'Escòcia a Kenya— va expulsar Kenyatta de l'església, atès que va considerar que hi havia hagut deshonestedat durant el debat. El 1931, Kenyatta va treure el seu fill de l'escola de l'església de Thogota i el va matricular en una escola independent aprovada per la KCA.

### Retorn a Europa: 1931–1933
| «                                             | Amb el suport de tots els obrers i camperols revolucionaris hem de redoblar els nostres esforços per trencar els llaços que ens uneixen. Hem de negar-nos a donar cap suport als imperialistes britànics ja sigui pagant impostos o obeint qualsevol de les seves lleis sobre esclaus! Podem lluitar en unitat amb els treballadors i treballadors de tot el món, i per una Àfrica lliure. | » |
| — Kenyatta a Labour Monthly, novembre de 1933 | |   |

El maig de 1931, Kenyatta i Parmenas Mockerie van navegar cap a Gran Bretanya, amb la intenció de representar la KCA en un Comitè Conjunt del Parlament sobre el futur de l'Àfrica oriental. Kenyatta no tornaria a Kenya durant quinze anys. A Gran Bretanya, va passar l'estiu assistint a una escola d'estiu del Partit Laborista Independent i a reunions de la Societat Fabiana. Al juny, va visitar Ginebra (Suïssa) per assistir a una conferència de Save the Children sobre nens africans. Al novembre, es va trobar amb el líder independentista indi Mohandas Gandhi mentre estava a Londres. Aquell mes, es va matricular al Woodbrooke Quaker College de Birmingham, on va romandre fins a la primavera de 1932, i va aconseguir un certificat d'escriptura anglesa.
A Gran Bretanya, Kenyatta va fer amistat amb un marxista afrocaribeny, George Padmore, que treballava per a la Komintern dirigida pels soviètics. Amb el temps, es va convertir en el protegit de Padmore. A finals de 1932, es va unir a Padmore a Alemanya. Abans de finals d'any, el duet es va traslladar a Moscou, on Kenyatta va estudiar a la Universitat Comunista dels Treballadors de l'Est. Allà li van ensenyar aritmètica, geografia, ciències naturals i economia política, així com la doctrina marxista-leninista i la història del moviment marxista-leninista. Molts africans i membres de la diàspora africana es van sentir atrets per la institució perquè oferia una educació gratuïta i l'oportunitat d'estudiar en un entorn on eren tractats amb dignitat, lliures del racisme institucionalitzat present als EUA i l'Imperi Britànic. Kenyatta es va queixar del menjar, l'allotjament i la mala qualitat de l'ensenyament d'anglès. No hi ha proves que es va unir al Partit Comunista de la Unió Soviètica, i un dels seus companys d'estudi el va definir més tard com «el reaccionari més gran que he conegut». Kenyatta també va visitar la Sibèria, probablement com a part d'una visita guiada oficial.
L'aparició del govern nazi d'Alemanya va canviar les lleialtats polítiques a Europa; la Unió Soviètica va perseguir aliances formals amb França i Txecoslovàquia, i així va reduir el seu suport al moviment contra el domini colonial britànic i francès a Àfrica. Com a resultat, la Komintern va dissoldre el Comitè Sindical Internacional de Treballadors Negres, al qual estaven afiliats tant Padmore com Kenyatta. Padmore va dimitir del Partit Comunista Soviètic en protesta, i posteriorment va ser vilipendiat a la premsa soviètica. Tant Padmore com Kenyatta van abandonar la Unió Soviètica, aquest últim va tornar a Londres l'agost de 1933. Les autoritats britàniques desconfiaven molt del temps de Kenyatta a la Unió Soviètica, sospitant que era un marxista-leninista, i seguint el seu tornar el servei d'intel·ligència MI5 interceptat i llegir tot el seu correu.
Kenyatta va continuar escrivint articles, reflectint la influència de Padmore. Entre 1931 i 1937 va escriure diversos articles per al Negre Worker i es va incorporar al consell editorial del diari el 1933. També va produir un article per a un número de novembre de 1933 de Labor Monthly i el maig de 1934 va tenir una carta publicada a The Manchester Guardian. Així mateix, va escriure l'entrada sobre Kenya for Negro, una antologia editada per Nancy Cunard i publicada el 1934. En aquestes, va adoptar una posició més radical que no pas en el passat, demanant un autogovern complet en Kenya. En fer-ho, estava pràcticament sol entre els kenyans polítics; figures com Thuku i Jesse Kariuki eren molt més moderades en les seves demandes. Els sentiments independentistes que va poder expressar a Gran Bretanya no haurien estat permesos a la mateixa Kenya.

### University College London i London School of Economics: 1933–1939
Entre 1935 i 1937, Kenyatta va treballar com a informador lingüístic al Departament de Fonètica del University College London (UCL); els seus enregistraments de veu en kikuyu van ajudar a la producció de Lilias Armstrong de The Phonetic and Tonal Structure of Kikuyu. El llibre es va publicar amb el nom d'Armstrong, encara que Kenyatta va afirmar que hi hauria d'haver estat mencionat com a coautor. Es va matricular a la UCL com a estudiant, estudiant un curs d'anglès entre gener i juliol de 1935 i després un curs de fonètica des d'octubre de 1935 fins a juny de 1936. Se li atorgà una beca de l'Institut Africà Internacional, també va fer un curs d'antropologia social amb Bronisław Malinowski a la London School of Economics (LSE). Kenyatta no tenia les qualificacions requerides normalment per unir-se al curs, però Malinowski estava disposat a donar suport a la participació dels pobles indígenes en la investigació antropològica. Per a Kenyatta, l'adquisició d'un títol avançat reforçaria el seu estatus entre els kenyans i mostraria la seva igualtat intel·lectual amb els europeus blancs a Kenya. Al llarg dels seus estudis, Kenyatta i Malinowski es van fer amics íntims. Entre els companys del curs hi havia els antropòlegs Audrey Richards, Lucy Mair i Elspeth Huxley. Un altre dels seus companys estudiants de LSE va ser el príncep Pere de Grècia i Dinamarca, que va convidar Kenyatta a quedar-se amb ell i la seva mare, la princesa Maria Bonaparte, a París durant la primavera de 1936.
Kenyatta va tornar al seu antic habitatge al 95 de Cambridge Street, però no va pagar a la seva propietària durant més d'un any, fins al punt de deure-li més de 100 lliures esterlines. Això va enfadar a Ross i va contribuir a la ruptura de la seva amistat. Després va llogar un pis de Camden Town amb la seva amiga Dinah Stock, a qui va conèixer en una manifestació antiimperialista a Trafalgar Square. Kenyatta va socialitzar a la Student Movement House de Russell Square, a la qual s'havia unit a la primavera de 1934, i es va fer amic dels africans de la ciutat. Per guanyar diners, va treballar com un dels 250 figurants negres a la pel·lícula Sanders of the River, filmada als Shepperton Studios a la tardor de 1934. Diversos altres africans a Londres el van criticar per fer-ho, argumentant que la pel·lícula degradava els negres. Aparèixer a la pel·lícula també li va permetre conèixer i fer amistat amb l'afroamericà Paul Robeson.
El 1935, Itàlia va envair Etiòpia (Abissínia), un fet que va fer enfadar a Kenyatta i altres africans a Londres. Això faria que es convertís en el secretari honorari de la International African Friends of Abyssinia, un grup creat per Padmore i CLR James. Quan el monarca d'Etiòpia Haile Selassie va fugir a Londres a l'exili, Kenyatta el va rebre personalment a l'estació de Waterloo. Aquest grup es va convertir en una organització panafricanista més àmplia, l'International African Service Bureau (IASB), de la qual Kenyatta es va convertir en un dels vicepresidents. Kenyatta va començar a donar conferències anticolonials a tota Gran Bretanya per a grups com l'IASB, l'Associació Educativa dels Treballadors, el Congrés Nacional Indi de Gran Bretanya i la Lliga dels Pobles de Color. L'octubre de 1938, va fer una xerrada a la Manchester Fabian Society en la qual va descriure la política colonial britànica com a feixisme i va comparar el tractament dels indígenes a l'Àfrica oriental amb el tractament dels jueus a l'Alemanya nazi. En resposta a aquestes activitats, l'oficina colonial britànica va reobrir el seu expedient, encara que no va trobar cap prova que estigués compromès en res prou sediciós per justificar un processament.
Kenyatta va reunir els assaigs sobre la societat kikuyu escrits per a la classe de Malinowski i els va publicar com Facing Mount Kenya el 1938. Amb una introducció escrita per Malinowski, el llibre reflectia el desig de Kenyatta d'utilitzar l'antropologia com a arma contra el colonialisme. En aquest llibre, Kenyatta va desafiar la visió eurocèntrica de la història presentant una imatge d'un passat africà daurat emfatitzant l'ordre, la virtut i l'autosuficiència percebuts de la societat kikuyu. Fent ús d'un marc funcionalista, va promoure la idea que la societat tradicional kikuyu tenia una cohesió i integritat que era millor que qualsevol cosa que oferia el colonialisme europeu. En aquest llibre, Kenyatta va deixar clara la seva creença que els drets de l'individu s'han de rebaixar a favor dels interessos del grup. El llibre també reflectia les seves opinions canviants sobre la mutilació genital femenina; tot i que abans s'hi oposava, ara va donar suport inequívocament a la pràctica, minimitzant els perills mèdics que suposava per a les dones.
La portada del llibre mostrava una imatge de Kenyatta amb vestit tradicional, amb una capa de pell sobre una espatlla i amb una llança. El llibre es va publicar amb el nom de «Jomo Kenyatta», la primera vegada que feia servir el terme Jomo, un terme semblant paraula kikuyu que descrivia l'acció de treure una espasa de la seva beina. Facing Mount Kenya va ser un fracàs comercial, venent només 517 còpies, però en general va ser ben rebut; una excepció va ser entre els kenyans blancs, els supòsits dels quals sobre els kikuyu eren salvatges primitius que necessitaven la civilització europea van desafiar. Murray-Brown més tard ho va descriure com «un tour de force de propaganda. Cap altre africà havia fet una posició tan intransigent per la integritat tribal.» Bodil Folke Frederiksen, un estudiós d'estudis del desenvolupament, s'hi va referir com «probablement l'obra acadèmica africana més coneguda i influent de la seva època» mentre que per al seu company d'estudi Simon Gikandi, va ser «un dels principals textos del que s'ha conegut com la invenció de la tradició a l'Àfrica colonial».

### Segona Guerra Mundial: 1939–1945
| «                                           | A l'última guerra, 300.000 de la meva gent van lluitar a l'exèrcit britànic per expulsar els alemanys de l'Àfrica oriental i 60.000 d'ells van perdre la vida. En aquesta guerra, un gran nombre de la meva gent ha estat lluitant per destruir el poder feixista a l'Àfrica i ha suportat algunes de les lluites més dures contra els italians. Segurament, si se'ns considera prou aptes per agafar els nostres rifles i lluitar colze a colze amb els blancs, tenim dret a intervenir directament en el funcionament del nostre país i en l'educació. | » |
| — Kenyatta, durant la Segona Guerra Mundial | |   |

Després que el Regne Unit entrés a la Segona Guerra Mundial el setembre de 1939, Kenyatta i Stock es van traslladar al poble de Storrington, Sussex. Kenyatta hi va romandre durant la guerra, llogant un pis i un petit terreny per cultivar hortalisses i criar pollastres. Es va establir a la vida rural de Sussex, i es va convertir en un habitual del pub del poble, on es va guanyar el sobrenom de «Jumbo». L'agost de 1940, va agafar una feina en una granja local com a treballador agrícola, que li va permetre evadir el reclutament militar, abans de treballar als hivernacles de tomàquets de Lindfield. Va intentar unir-se a la Home Guard, però va ser rebutjat. L'11 de maig de 1942 es va casar amb una dona anglesa, Edna Grace Clarke, a l'oficina de registre de Chanctonbury. L'agost de 1943 va néixer el seu fill, Peter Magana.
Els serveis d'intel·ligència van continuar supervisant Kenyatta, assenyalant que estava políticament inactiu entre 1939 i 1944. A Sussex, va escriure un assaig per a la United Society for Christian Literature, My People of Kikuyu and the Life of Chief Wangombe, en el qual va advocar per la independència política de la seva tribu. També va començar, encara que mai no va acabar, una novel·la basada en part en les seves experiències vitals. Va continuar fent conferències per tot el país, fins i tot a grups de soldats d'Àfrica oriental estacionats a Gran Bretanya. Es va sentir frustrat per la distància entre ell i Kenya, dient a Edna que se sentia «com un general separat per 5.000 milles de les seves tropes». Mentre estava absent, les autoritats de Kenya van prohibir la KCA el 1940.
Kenyatta i altres membres alts de l'IASB van començar a planificar el cinquè Congrés Panafricà, celebrat a Manchester l'octubre de 1945. Van ser assistits per Kwame Nkrumah, de la Costa d'Or (Ghana) que va arribar a Gran Bretanya a principis d'aquell any. Kenyatta va parlar a la conferència, encara que no va tenir cap impacte particular en els procediments. Gran part del debat que va tenir lloc es va centrar en si els indígenes africans haurien de continuar perseguint una campanya gradual per la independència o si havien de buscar l'enderrocament militar dels imperialistes europeus. La conferència va acabar amb una declaració que deia que si bé els delegats desitjaven una transició pacífica cap a l'autogovern africà, els africans «com a últim recurs, poden haver d'apel·lar a la força en l'esforç per aconseguir la Llibertat». Kenyatta va donar suport a aquesta resolució, encara que va ser més prudent que altres delegats i no va fer cap compromís obert amb la violència. Posteriorment, va ser autor d'un pamflet de l'IASB, Kenya: The Land of Conflict, en el qual combinava les proclames polítiques a la independència amb descripcions romantitzades d'un passat africà precolonial idealitzat.

## Retorn a Kenya

### Presidència de la Unió Africana de Kenya: 1946–1952
Després de la victòria britànica a la Segona Guerra Mundial, Kenyatta va rebre una sol·licitud per tornar a Kenya el setembre de 1946, i hi va partir navegant aquell mateix mes. Va decidir no portar-hi l'Edna, que estava embarassada d'un segon fill, conscient que si s'ajuntaven a Kenya, les lleis racials de la colònia els complicarien molt la vida. A la seva arribada a Mombasa, Kenyatta va ser rebut per la seva primera dona, Grace Wahu i els seus fills. Va construir un bungalou a Gatundu, prop d'on va néixer, i va començar a cultivar la seva finca de gairebé 13 ha. Kenyatta es va reunir amb el nou governador de Kenya, Philip Euen Mitchell, i el març de 1947 va acceptar un càrrec en una Junta d'Assentaments de Terres Africans, ocupant el càrrec durant dos anys. També es va reunir amb Mbiyu Koinange per discutir el futur del Col·legi de Mestres Independents de Koinange a Githungui, Koinange va nomenar Kenyatta com a vicedirector. El maig de 1947, Koinange es va traslladar a Anglaterra, deixant Kenyatta per prendre el control total de la universitat. Sota el lideratge de Kenyatta, es van recaptar fons addicionals per a la construcció d'edificis escolars i el nombre de nois assistents va augmentar de 250 a 900. També es va veure afectat per problemes, incloent-hi una disminució dels estàndards i les vagues de professors per l'impagament de salaris. A poc a poc, el nombre d'alumnes matriculats va disminuint. Kenyatta va establir una amistat amb el pare de Koinange, un cap sènior, que va donar a Kenyatta una de les seves filles per prendre com a tercera esposa. Ella li va donar un altre fill, però més tard va morir en el part. El 1951, es va casar amb la seva quarta dona, Ngina, que era una de les poques estudiants de la seva universitat; després va donar a llum una filla.

L'octubre de 1951 Kenyatta va seleccionar els colors per a la bandera de la KAU: verd per a la terra, negre per a la pell de la gent i vermell per a la sang de la llibertat.

L'agost de 1944 s'havia fundat la Unió Africana de Kenya (KAU); en aquella època era l'única sortida política activa per als indígenes africans de la colònia. En la seva reunió general anual del juny de 1947, el president de la KAU, James Gichuru, va renunciar al càrrec i Kenyatta va ser elegit com el seu substitut. Kenyatta va començar a atreure grans multituds allà on viatjava del territori kikuyu, i la premsa kikuyu va començar a descriure'l com el «Salvador», el «Gran Ancià» i l'«Heroi de la nostra raça». No obstant això, era conscient que per aconseguir la independència, la KAU necessitava el suport d'altres tribus i ètnies indígenes. Això es va fer difícil pel fet que molts massais i luo —tribus tradicionalment hostils als kikuyu— el consideraven un defensor del domini kikuyu. Va insistir en la representació intertribal a l'executiu de la KAU i va assegurar que els negocis del partit es fessin en suahili, la llengua franca dels indígenes kenyans.
Per atreure el suport de la comunitat índia de Kenya, va entrar en contacte amb Jawaharlal Nehru, el primer primer ministre de la nova república índia. La resposta de Nehru va ser de suport, enviant un missatge a la minoria índia de Kenya recordant-los que eren els convidats de la població indígena africana. Les relacions amb la minoria blanca es van mantenir tenses; per a la majoria dels kenyans blancs, Kenyatta era el seu principal enemic, un agitador vinculat a la Unió Soviètica que tenia la impertinència de casar-se amb una dona blanca. Ells també van demanar cada cop més una autonomia de Kenya del govern britànic, però volien continuar el govern de la minoria blanca i enllaços més estrets amb els governs de la minoria blanca de Sud-àfrica, Rhodèsia del Nord i Rhodèsia del Sud; van veure amb gran recel el recentment elegit govern laborista britànic. La Unió d'Electors blancs va presentar un «Pla de Kenya» que proposava un major assentament blanc a Kenya, portant Tanganika a l'Imperi Britànic, i incorporant-lo al seu nou domini britànic d'Àfrica Oriental. L'abril de 1950, Kenyatta va estar present en una reunió conjunta de la KAU i el Congrés Nacional de l'Índia d'Àfrica Oriental en la qual tots dos van expressar l'oposició al Pla de Kenya.
El 1952, Kenyatta va ser àmpliament reconegut com a líder nacional, tant pels seus partidaris com pels seus oponents. Com a líder de la KAU, es va esmerçar per oposar-se a totes les activitats il·legals, incloses les vagues dels treballadors. Va demanar als seus partidaris que treballessin intensament i que abandonessin la mandra, el robatori i el crim. També va insistir que en una Kenya independent, tots els grups racials estarien protegits. L'enfocament gradual i pacífic de Kenyatta contrastava amb el creixement de la Rebel·lió del Mau-Mau, ja que els grups guerrillers armats van començar a atacar la minoria blanca i els membres de la comunitat kikuyu que no els donaven suport. El 1959, els Mau-Mau havien assassinat unes 1.880 persones. Per a molts joves militants de Mau-Mau, Kenyatta era considerat un heroi, i van incloure el seu nom als juraments que van fer a l'organització; aquest jurament era un costum kikuyu pel qual els individus juraven lleialtat a un altre. Kenyatta es va distanciar públicament dels Mau-Mau. L'abril de 1952, va començar una gira de conferències en la qual va denunciar els Mau-Mau davant les multituds reunides, insistint que la independència s'havia d'aconseguir per mitjans pacífics. A l'agost va assistir a una reunió massiva molt publicitada a Kiambu on, davant de 30.000 persones, va dir que «Mau-Mau ha espatllat el país. Que Mau-Mau mori per sempre. Tota la gent hauria de buscar Mau-Mau i matar-lo.» Malgrat l'oposició vocal de Kenyatta als Mau-Mau, KAU s'havia avançat cap a una posició de major militància. A la seva assemblea general annual de 1951, els nacionalistes africans més militants havien pres càrrecs alts i el partit va anunciar oficialment la seva proclama a la independència de Kenya en un termini de tres anys. El gener de 1952, els membres de la KAU van formar un Comitè Central secret dedicat a l'acció directa, formulat al llarg d'una estructura cel·lular. Independentment de les opinions de Kenyatta sobre aquests desenvolupaments, va tenir poca capacitat per controlar-los. Estava cada cop més frustrat i, sense la companyia intel·lectual que va experimentar a Gran Bretanya, se sentia sol.

### Judici: 1952–1953
| «                                                 | Els africans som la majoria [a Kenya], i hauríem de tenir autogovern. Això no vol dir que no hem de tenir en compte els blancs, sempre que tinguem la posició clau. Volem ser amics amb els blancs. No volem ser dominats per ells. | » |
| — Kenyatta, citat al Daily Express, setembre 1952 | |   |

L'octubre de 1952, Kenyatta va ser arrestat i conduït a Nairobi, on va ser portat a bord d'un avió i traslladat a Lokitaung, al nord-oest de Kenya, un dels llocs més allunyats del país. Des d'allà va escriure a la seva família per fer-los saber la seva situació. Les autoritats de Kenya creien que la detenció de Kenyatta ajudaria a sufocar els disturbis civils. Molts colons blancs el volien exiliar, però el govern temia que això el convertiria en un màrtir de la causa anticolonialista. Van pensar que era millor que fos condemnat i empresonat, tot i que en aquell moment no tenia res per acusar-lo, i per això van començar a buscar en els seus arxius personals proves d'activitat delictiva. Finalment, l'acusaren a ell i cinc membres de la KAU de dirigir els Mau-Mau, un grup proscrit. L'historiador John M. Lonsdale va afirmar que Kenyatta havia estat convertit en «boc expiatori», mentre que l'historiador A. B. Assensoh va suggerir més tard que les autoritats «sabien molt bé» que Kenyatta no estava involucrat en el Mau-Mau, però que, tanmateix, es van comprometre a silenciar les seves crides a la independència.
El judici va tenir lloc a Kapenguria, una zona remota prop de la frontera amb Uganda que les autoritats esperaven que no atragués multituds ni l'atenció. Conjuntament, Kenyatta, Bildad Kaggia, Fred Kubai, Paul Ngei, Achieng Oneko i Kung'u Karumba, els «Sis Kapenguria», van ser jutjats. Els acusats van reunir un equip internacional i multirracial d'advocats defensors, incloent-hi Chaman Lall, H. O. Davies, F. R. S. De Souza i Dudley Thompson, liderats per l'advocat britànic i membre del Parlament Denis Nowell Pritt. La participació de Pritt va atraure molta atenció als mitjans; durant el judici es va enfrontar a l'assetjament del govern i va rebre amenaces de mort. El jutge seleccionat, Ransley Thacker, s'havia retirat recentment de la Cort Suprema de Kenya; el govern sabia que seria favorable al seu cas i li va donar 20.000 lliures per supervisar-lo. El judici va durar cinc mesos: Rawson Macharia, el principal testimoni de l'acusació, va resultar haver-hi perjuri; el jutge només havia rebut recentment una pensió inusualment gran i va mantenir contacte secret amb l'aleshores governador colonial Evelyn Baring. La fiscalia no va produir cap prova contundent que Kenyatta o l'altre acusat tinguessin cap implicació en la gestió del Mau-Mau.
L'abril de 1953, el jutge Thacker va declarar culpables els acusats. Els va condemnar a set anys de treballs forçats, seguits d'una restricció indefinida que els impedia sortir d'una zona determinada sense permís. En dirigir-se al tribunal, Kenyatta va declarar que ell i els altres no van reconèixer les conclusions del jutge; van afirmar que el govern els havia utilitzat com a bocs expiatoris com a pretext per tancar la KAU. L'historiador Wunyabari O. Maloba el va caracteritzar més tard com «un judici polític manipulat amb un resultat predeterminat». El govern va seguir el veredicte amb una repressió més àmplia, prohibint la KAU el juny de 1953, i tancant la majoria de les escoles independents del país, inclosa la de Kenyatta. Es va apropiar de la seva terra a Gatundu i va enderrocar la seva casa.
Kenyatta i els altres van ser retornats a Lokitaung, on van residir en presó preventiva mentre esperaven els resultats del procés d'apel·lació. Pritt va assenyalar que Thacker havia estat nomenat magistrat per al districte equivocat, un tecnicisme que va anul·lar tot el judici; la Cort Suprema de Kenya va estar d'acord i Kenyatta i els altres van ser alliberats el juliol de 1953, només per ser detinguts de nou immediatament. El govern va portar el cas al Tribunal d'Apel·lació d'Àfrica Oriental, que va revocar la decisió del Tribunal Suprem a l'agost. El procés d'apel·lació es va reprendre l'octubre de 1953, i el gener de 1954 el Tribunal Suprem va confirmar les condemnes contra tots menys Oneko. Finalment, Pritt va portar el cas al Consell Privat de Londres, però van rebutjar la seva petició sense donar una explicació. Més tard va assenyalar que això era malgrat que el seu cas era un dels més forts que havia presentat mai durant la seva carrera. Segons Murray-Brown, és probable que consideracions polítiques, més que legals, van informar la seva decisió de rebutjar el cas.

### Empresonament: 1954–1961

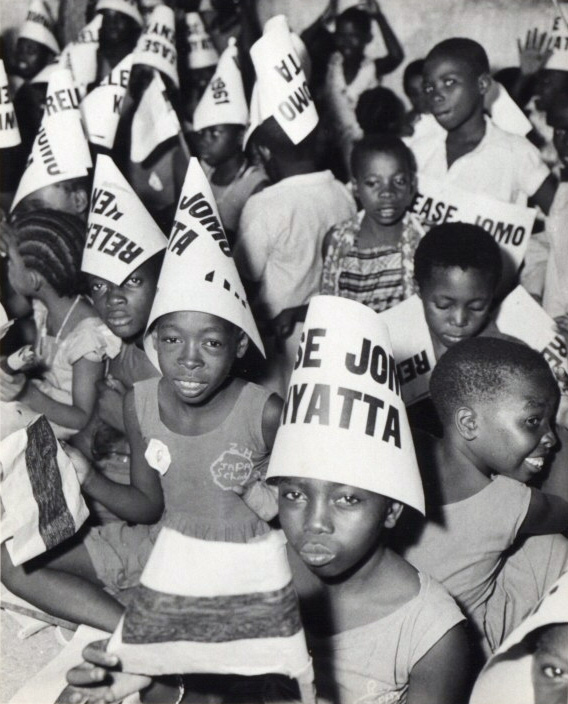
Nens de Tanzània amb cartells que exigeixen l'alliberament de Kenyatta

Durant el procés d'apel·lació, s'havia construït una presó a Lokitaung, on van ser internats Kenyatta i els altres quatre. Els altres van ser obligats a trencar roques sota el sol calent, però Kenyatta, a causa de la seva edat, va ser nomenat cuiner, preparant una dieta diària de fesols i posho. El 1955, P. de Robeck es va convertir en l'oficial de districte i a partir d'això Kenyatta i els altres presos van ser tractats amb més indulgència. L'abril de 1954, s'hi havia unit un comandant Mau-Mau capturat, Waruhiu Itote; Kenyatta es va fer-hi amistat i li va impartir classes d'anglès. El 1957, els reclusos s'havien format en dues camarillas rivals, amb Kenyatta i Itote, d'una banda, i els altres membres de la KAU —ara s'autodenominaven el «Partit Democràtic Nacional»— per l'altra. En un incident, un dels seus rivals va intentar sense èxit apunyalar Kenyatta a l'esmorzar. La salut de Kenyatta s'havia deteriorat a la presó; les manilles li havien causat problemes als peus i tenia èczema al cos.
L'empresonament de Kenyatta el va transformar en un màrtir polític per a molts kenyans, millorant encara més el seu estatus. Un activista anticolonial luo, Jaramogi Oginga Odinga, va ser el primer a demanar públicament l'alliberament de Kenyatta, un tema que va obtenir un suport creixent entre els anticolonialistes de Kenya. El 1955, l'escriptor britànic Montagu Slater —un socialista simpatitzant amb la difícil situació de Kenyatta— va publicar The Trial of Jomo Kenyatta, un llibre que va donar visibilitat al cas. El 1958, Rawson Macharia, el testimoni clau en el processament estatal de Kenyatta, va signar una declaració jurada jurant que la seva prova contra Kenyatta havia estat falsa; això va ser àmpliament divulgat. A finals de la dècada de 1950, Kenyatta empresonat s'havia convertit en un símbol del nacionalisme africà a tot el continent.
Va complir la seva condemna, l'abril de 1959 Kenyatta va ser alliberat de Lokitaung. L'administració va posar llavors una ordre de restricció a Kenyatta, obligant-lo a residir a l'àrea remota de Lodwar, on havia de presentar-se al comissari de districte dues vegades al dia. Allà, també s'hi va traslladar la seva dona Ngina. L'octubre de 1961 li va donar un altre fill, Uhuru, i més tard una altra filla, Nyokabi, i un altre fill, Muhoho. Kenyatta va passar dos anys a Lodwar. El governador de Kenya, Patrick Muir Renison, va insistir que era necessari; en un discurs del març de 1961, va descriure a Kenyatta com un «líder africà per a la foscor i la mort» i va declarar que si era alliberat, la violència esclataria.
Aquesta detenció indefinida va ser àmpliament interpretada internacionalment com un reflex de les crueltats de l'imperialisme britànic. Les crides per al seu alliberament provenien del govern xinès, Nehru de l'Índia, i el primer ministre de Tanganyika Julius Nyerere. Kwame Nkrumah, a qui Kenyatta coneixia des de la dècada de 1940 i que ara era president d'una Ghana recentment independent, va plantejar personalment el problema amb el primer ministre britànic Harold Macmillan i altres funcionaris del Regne Unit, amb el govern de Ghana oferint asil a Kenyatta a l'esdeveniment del seu alliberament. Les resolucions demanant el seu alliberament es van produir a les Conferències dels Pobles Africans celebrades a Tunis el 1960 i el Caire el 1961. Les crides internes per al seu alliberament van venir d'activistes asiàtics kenyans al Congrés indi de Kenya, mentre que una enquesta per encàrrec del govern colonial va revelar que la majoria dels indígenes africans de Kenya volien que se l'alliberés.
En aquest punt, s'acceptava àmpliament que la independència de Kenya era inevitable, l'Imperi Britànic havia estat desmantellat a gran part d'Àsia i Macmillan havia pronunciat el seu discurs «Wind of Change». El gener de 1960, el govern britànic va fer evident la seva intenció d'alliberar Kenya. Va convidar representants del moviment anticolonial de Kenya a discutir la transició a Lancaster House de Londres. Es va arribar a un acord que es convocarien eleccions per a un nou Consell Legislatiu de 65 escons, amb 33 escons reservats per a africans negres, 20 per a altres grups ètnics i 12 com a «membres nacionals» elegits per un electorat panracial. Era clar per a tots els interessats que Kenyatta seria la clau del futur de la política kenyana.
Després de les negociacions de Lancaster House, el moviment anticolonial s'havia dividit en dos partits, la Unió Nacional Africana de Kenya (KANU), que estava dominada pels kikuyus i els luo, i la Unió Democràtica Africana de Kenya (KADU), que estava liderada en gran part per membres de grups ètnics més petits com els kalenjin i massai. El maig de 1960, KANU va nomenar Kenyatta com el seu president, encara que el govern el va vetar, insistint que havia estat un instigador dels Mau-Mau. Aleshores KANU va declarar que es negaria a participar en cap govern tret que Kenyatta fos alliberat. KANU va fer campanya sobre el tema de la detenció de Kenyatta a les eleccions de febrer de 1961, on va obtenir la majoria de vots. No obstant això, KANU es va negar a formar un govern, que va ser creat a través d'una coalició liderada per la KADU de partits més petits. Kenyatta s'havia mantingut al corrent d'aquests avenços, tot i que s'havia negat a donar suport ni a KANU ni a KADU, insistint en la unitat entre les dues parts.

### Preparant-se per a la independència: 1961–1963
Renison va decidir alliberar Kenyatta abans que Kenya aconseguís la independència. Va pensar que l'exposició pública a Kenyatta abans de les eleccions faria que la població fos menys propensa a votar per un home que Renison considerava un extremista violent. L'abril de 1961, el govern va portar Kenyatta a Maralal, on va mantenir la seva innocència dels càrrecs, però va dir als periodistes que no guardava rancors. Va reiterar que mai havia donat suport a la violència o el sistema de jurament il·legal utilitzat pels Mau-Mau, i va negar haver estat mai marxista, afirmant: «Seré sempre nacionalista africà fins al final». A l'agost, va ser traslladat a Gatundu a Kikuyuland, on va ser rebut per una multitud de 10.000 persones. Allà, el govern colonial li havia construït una nova casa per substituir la que havien enderrocat. Ara era un home lliure, va viatjar a ciutats com Nairobi i Mombasa per fer aparicions públiques. Després del seu alliberament, Kenyatta es va dedicar a intentar assegurar-se que era l'única opció realista com a futur líder de Kenya. A l'agost es va reunir amb Renison a Kiambu, i va ser entrevistat per Face to Face de la BBC. L'octubre de 1961, Kenyatta es va unir formalment a KANU i va acceptar la seva presidència. El gener de 1962 va ser elegit sense oposició com a representant de KANU per a la circumscripció de Fort Hall al consell legislatiu després que el seu membre en exercici, Kariuki Njiiri, dimitís.

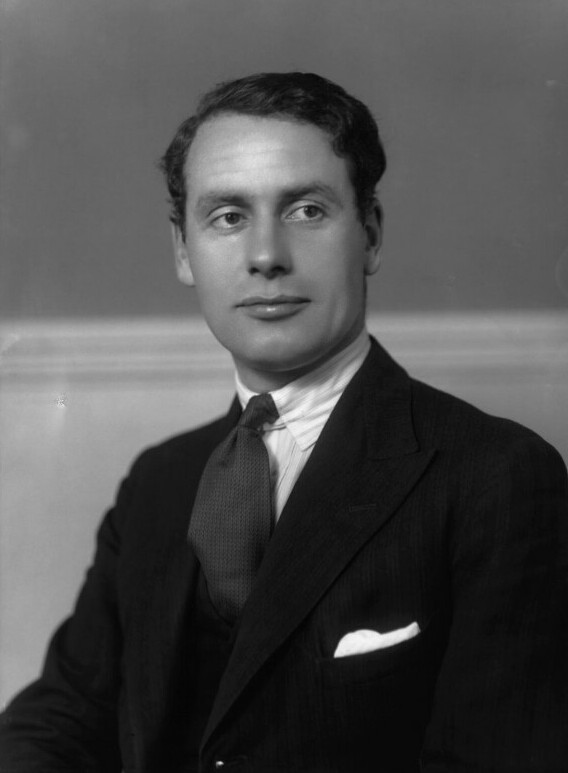
Kenyatta es va fer amic íntim de l'últim governador britànic de Kenya, Malcolm MacDonald, que va ajudar a accelerar el procés d'independència.

Kenyatta va viatjar a altres llocs d'Àfrica, visitant Tanganica l'octubre de 1961 i Etiòpia el novembre per invitació dels seus governs. Un problema clau que s'enfrontava a Kenya era una disputa fronterera a la província del nord-est, al costat de Somàlia. Els somalis ètnics van habitar aquesta regió i van afirmar que hauria de formar part de Somàlia, no de Kenya. Kenyatta no hi va estar d'acord, insistint que la terra continua sent kenyana, i va declarar que els somalis a Kenya haurien d'«empacar [els seus] camells i anar a Somàlia». El juny de 1962, Kenyatta va viatjar a Mogadiscio per discutir el tema amb les autoritats somalis, però les dues parts no van poder arribar a un acord.
Kenyatta va intentar guanyar-se la confiança de la comunitat de colons blancs. L'any 1962, la minoria blanca havia produït el 80% de les exportacions del país i era una part vital de la seva economia, però entre 1962 i 1963 emigraven a un ritme de 700 al mes; Kenyatta temia que aquest èxode blanc provoqués una fuga de cervells i una escassetat d'habilitats que seria perjudicial per a l'economia. També era conscient que la confiança de la minoria blanca seria crucial per assegurar la inversió occidental en l'economia de Kenya. Kenyatta va deixar clar que quan tingués el poder, no acomiadiaria cap funcionari blanc tret que hi hagués individus negres competents capaços de substituir-los. Va tenir prou èxit que diversos kenyans blancs prominents van recolzar KANU en les eleccions posteriors.
El 1962 va tornar a Londres per assistir a una de les conferències de Lancaster House. Allà, els representants de KANU i KADU es van reunir amb funcionaris britànics per formular una nova constitució. KADU desitjava un estat federalista organitzat en un sistema que van anomenar Majimbo amb sis autoritats regionals majoritàriament autònomes, una legislatura de dues cambres i un Consell Federal de Ministres central que escolliria una càtedra rotativa per servir com a cap de govern per a un any. L'administració de Renison i la majoria dels colons blancs van afavorir aquest sistema, ja que impediria que un govern central fort implementés una reforma radical. KANU es va oposar a Majimbo, creient que servia a interessos arrelats i negà la igualtat d'oportunitats a tot Kenya; també van insistir en un cap de govern elegit. A instàncies de Kenyatta, KANU va acceptar algunes de les demandes de KADU; era conscient que podia modificar la constitució quan fos el càrrec. La nova constitució dividia Kenya en sis regions, cadascuna amb una assemblea regional, però també comptava amb un govern central fort i una cambra alta i una cambra baixa. Es va acordar que s'establiria un govern de coalició temporal fins a la independència, atorgant-se a diversos polítics de la KANU càrrecs ministerials. Kenyatta va acceptar un càrrec menor, el de ministre d'Estat d'Afers Constitucionals i Planificació Econòmica.
El govern britànic va considerar a Renison massa a gust amb els indígenes africans per supervisar la transició cap a la independència i així el va substituir per Malcolm MacDonald com a governador de Kenya el gener de 1963. MacDonald i Kenyatta van desenvolupar una forta amistat; el britànic es va referir a aquest últim com «el primer ministre potencial més savi i potser més fort i més popular de la nació independent». MacDonald va accelerar els plans per a la independència de Kenya, creient que com més llarga fos l'espera, més gran serà l'oportunitat de radicalització entre els nacionalistes africans. Al maig es van programar eleccions, amb autogovern al juny, seguit de la independència total al desembre.

## Lideratge

### Primer Ministre: 1963–1964
Les eleccions generals del maig de 1963 van enfrontar el KANU de Kenyatta amb el KADU, el Partit Popular d'Akamba i diversos candidats independents. KANU va ser victoriós amb 83 escons de 124 a la Cambra de Representants; un govern majoritari KANU va substituir la coalició preexistent. El 1r de juny de 1963, Kenyatta va jurar com a primer ministre del govern autònom de Kenya. Kenya va continuar sent una monarquia, amb la reina Isabel II com a cap d'estat. El novembre de 1963, el govern de Kenyatta va presentar una llei que considerava un delicte la falta de respecte al primer ministre, sent l'exili el càstig. La personalitat de Kenyatta es va convertir en un aspecte central de la creació del nou estat. Al desembre, l'avinguda Delamere de Nairobi va passar a anomenar-se Kenyatta Avenue, i es va erigir una estàtua de bronze seu al costat de l'Assemblea Nacional del país. Les fotografies de Kenyatta es van mostrar àmpliament als aparadors, i el seu rostre també es va imprimir a la nova moneda. El 1964, Oxford University Press va publicar una col·lecció de discursos de Kenyatta sota el títol de Harambee!

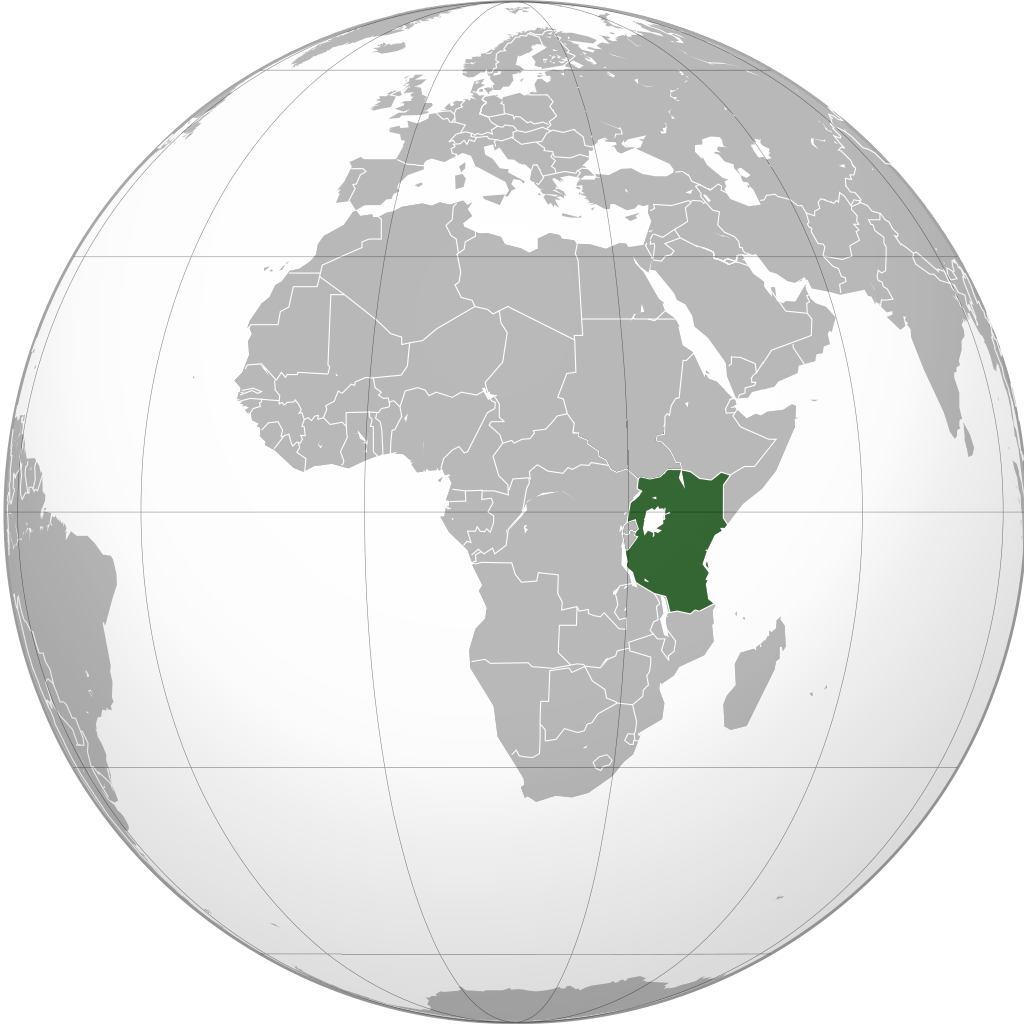
Kenyatta va acceptar inicialment fusionar Kenya amb Tanganyika, Uganda i Zanzíbar per formar una Federació d'Àfrica Oriental.

El primer gabinet de Kenya incloïa no només Kikuyu, sinó també membres dels grups tribals Luo, Kamba, Kisii i Maragoli. El juny de 1963, Kenyatta es va reunir amb Julius Nyerere i el president d'Uganda Milton Obote a Nairobi. El trio va discutir la possibilitat de fusionar les seves tres nacions (més Zanzíbar) en una única Federació d'Àfrica Oriental, acordant que això s'aconseguiria a finals d'any. En privat, Kenyatta es va mostrar més reticent a l'acord i, a mesura que va arribar el 1964, la federació no s'havia fet. Moltes veus radicals a Kenya el van instar a seguir el projecte; el maig de 1964, Kenyatta va rebutjar una resolució dels membres del parlament posteriors que demanava una federació més ràpida. Va declarar públicament que parlar d'una federació sempre havia estat un enginy per accelerar el ritme de la independència de Kenya de Gran Bretanya, però Nyerere va negar que això fos cert.
Continuant amb les bones relacions amb els colons blancs, l'agost de 1963 Kenyatta es va reunir amb 300 grangers blancs a Nakuru. Els va assegurar que estarien segurs i benvinguts en una Kenya independent, i va parlar més àmpliament de perdonar i oblidar els conflictes del passat. Malgrat els seus intents de seduir el suport blanc, no va fer el mateix amb la minoria índia. Com molts indígenes africans de Kenya, Kenyatta tenia un sentiment de ressentiment cap a aquesta comunitat, malgrat el paper que molts indis havien jugat per assegurar la independència del país. També va animar els combatents Mau-Mau restants a abandonar els boscos i establir-se en societat. Durant el govern de Kenyatta, molts d'aquests individus van romandre sense feina, sent l'atur un dels problemes més persistents als quals s'enfronta el seu govern.
El 12 de desembre de 1963 es va celabrar la independència en un estadi construït per a l'ocasió. Durant la cerimònia, el príncep Felip, duc d'Edimburg, en representació de la monarquia britànica, va lliurar formalment el control del país a Kenyatta. També hi van assistir figures destacades dels Mau-Mau.En un discurs, Kenyatta ho va descriure com «el dia més gran de la història de Kenya i el dia més feliç de la meva vida». Havia portat a Edna i Peter per a la cerimònia, i a Kenya van ser acollits a la família de Kenyatta per les seves altres esposes.
Les disputes amb Somàlia per la província del Nord-est van continuar; durant gran part del govern de Kenyatta, Somàlia va continuar sent la principal amenaça per al seu govern. Per fer front a la violència esporàdica a la regió per part de la guerrilla shifta somali, Kenyatta va enviar soldats a la regió el desembre de 1963 i els va donar amplis poders d'arrest i captura el setembre de 1964. Les tropes britàniques van ser assignades per ajudar l'exèrcit de Kenya a la regió. Kenyatta també es va enfrontar a l'oposició interna: el gener de 1964, seccions de l'exèrcit es van amotinar a Nairobi, i Kenyatta va demanar a l'exèrcit britànic que sufoqués la rebel·lió. Aixecaments armats similars havien tingut lloc aquell mes a les veïnes Uganda i Tanganika. Kenyatta estava indignat i sacsejat pel motí. Va increpar públicament els amotinats, posant èmfasi en la necessitat de la llei i l'ordre a Kenya. Per evitar més disturbis militars, va augmentar els sous de l'exèrcit, la policia i el personal de la presó. Kenyatta també volia contenir l'oposició parlamentària i, a instàncies de Kenyatta, el novembre de 1964 KADU es va dissoldre oficialment i els seus representants es van unir a KANU. Dos dels membres principals de KADU, Ronald Ngala i Daniel arap Moi, es van convertir posteriorment en alguns dels partidaris més lleials de Kenyatta. Per tant, Kenya es va convertir en un estat de partit únic de facto.

### Presidència: 1964–1978

L'estàndard presidencial de Jomo Kenyatta, adoptat el 1970

El desembre de 1964, Kenya es va proclamar oficialment república. Kenyatta es va convertir en el seu president executiu, combinant els papers de cap d'estat i cap de govern. Al llarg de 1965 i 1966, diverses esmenes constitucionals van fer augmentar el poder del president. Per exemple, una esmena de maig de 1966 va donar al president la capacitat d'ordenar la detenció d'individus sense judici si creia que la seguretat de l'estat estava amenaçada. Buscant el suport del segon grup ètnic més gran de Kenya, els luo, Kenyatta va nomenar Luo Oginga Odinga com el seu vicepresident. Els kikuyu, que representaven al voltant del 20 % de la població, encara ocupaven la majoria dels importants càrrecs governamentals i administratius del país. Això va contribuir a la percepció entre molts kenyans que la independència simplement havia vist substituir el domini d'una elit britànica pel domini d'una elit kikuyu.
Les crides de Kenyatta a perdonar i oblidar el passat van ser una pedra angular del seu govern. Va preservar alguns elements de l'antic ordre colonial, particularment en relació amb la llei i l'ordre. Les estructures policials i militars van quedar en gran part intactes. Els kenyans blancs van quedar en alts càrrecs dins de la judicatura, la funció pública i el parlament, amb els kenyans blancs Bruce Mackenzie i Humphrey Slade entre els màxims funcionaris de Kenyatta. El govern de Kenyatta, tanmateix, va rebutjar la idea que es pogués permetre la doble ciutadania a les minories europees i asiàtiques, esperant que aquestes comunitats oferissin una lleialtat total a l'estat independent de Kenya. La seva administració va pressionar els clubs socials només per a blancs perquè adoptessin polítiques d'entrada multiracial, i el 1964 es van obrir escoles abans reservades per a alumnes europeus a africans i asiàtics.
El govern de Kenyatta va creure necessari conrear una cultura nacional kenyana unida. Amb aquesta finalitat, va fer esforços per afirmar la dignitat de les cultures indígenes africanes que els missioners i les autoritats colonials havien menystingut com a «primitives». Es va crear una Oficina de Literatura d'Àfrica Oriental per publicar l'obra d'escriptors indígenes. El Centre Cultural de Kenya va donar suport a l'art i la música indígenes, i es van formar centenars de grups de música i dansa tradicionals; Kenyatta va insistir personalment que aquestes actuacions es feien a totes les celebracions nacionals. Es va donar suport a la preservació dels monuments històrics i culturals, mentre que els noms dels carrers que feien referència a figures colonials van ser rebatejats i símbols del colonialisme, com l'estàtua del colon britànic Hugh Cholmondeley, tercer baró Delamere al centre de Nairobi, es van eliminar. El govern va encoratjar l'ús del suahili com a llengua nacional, tot i que l'anglès continuava sent el mitjà principal per als debats parlamentaris i la llengua d'instrucció a les escoles i universitats. L'historiador Robert M. Maxon, tanmateix, va suggerir que «no va sorgir cap cultura nacional durant l'era Kenyatta», la majoria de les expressions artístiques i culturals reflectien grups ètnics particulars en lloc d'un sentit més ampli de kenyatisme, mentre que la cultura occidental continuava sent molt influent sobre les elits del país.

#### Política econòmica
La Kenya independent tenia una economia fortament modelada pel domini colonial; l'agricultura dominava mentre la indústria era limitada, i hi havia una gran dependència de l'exportació de béns primaris mentre importava béns de capital i manufacturats. Sota Kenyatta, l'estructura d'aquesta economia no va canviar fonamentalment, romanent orientada a l'exterior i dominada per corporacions multinacionals i capital estranger. La política econòmica de Kenyatta era capitalista i emprenedora, sense que es duguessin a terme polítiques socialistes serioses; el seu enfocament era aconseguir el creixement econòmic en lloc de la redistribució equitativa. El govern va aprovar lleis per encoratjar la inversió estrangera, reconeixent que Kenya necessitava especialistes formats a l'estranger en camps científics i tècnics per ajudar al seu desenvolupament econòmic. Sota Kenyatta, les companyies occidentals consideraven Kenya com un lloc segur i rendible per a la inversió; entre 1964 i 1970, la inversió i la indústria estrangera a gran escala a Kenya gairebé es van duplicar.

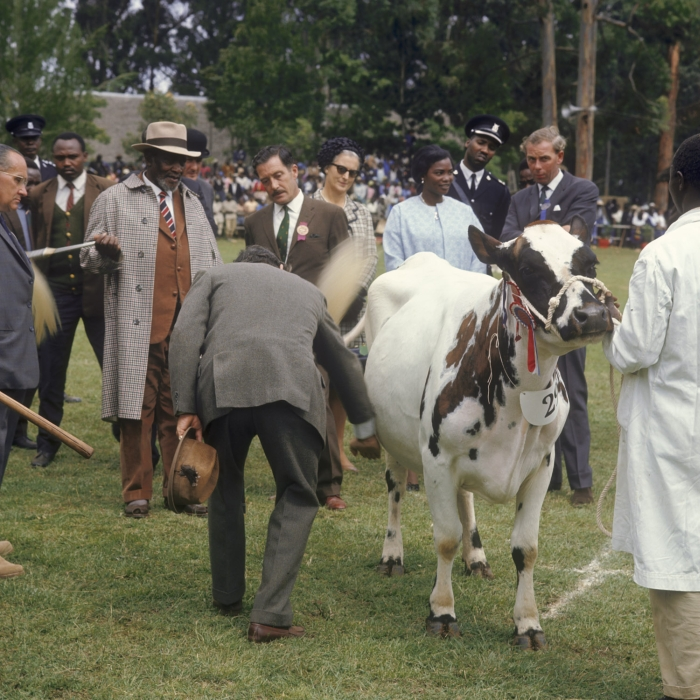
Kenyatta en una fira agrícola el 1968

En contrast amb les seves polítiques econòmiques, Kenyatta va afirmar públicament que crearia un estat socialista democràtic amb una distribució equitativa del desenvolupament econòmic i social. L'any 1965, quan Thomas Mboya era ministre de planificació econòmica i desenvolupament, el govern va publicar un document de sessió titulat «El socialisme africà i la seva aplicació a la planificació a Kenya», en el qual va declarar oficialment el seu compromís amb el model econòmic que anomenava «socialisme africà». La sessió va proposar una economia mixta amb un paper important per al capital privat, amb el govern de Kenyatta especificant que només consideraria la nacionalització en els casos en què la seguretat nacional estigués en risc. Els crítics d'esquerres van destacar que la imatge del «socialisme africà» retratada en el document no preveia cap canvi important de l'economia colonial.
Els sectors agrícola i industrial de Kenya estaven dominats pels europeus i el comerç pels asiàtics; una de les qüestions més urgents de Kenyatta era posar l'economia sota control indígena. Hi va haver un creixent ressentiment negre cap a la dominació asiàtica del sector de les petites empreses, amb el govern de Kenyatta fent pressió sobre les empreses de propietat asiàtica, amb la intenció de substituir-les per homòlegs de propietat africana. El document de la sessió de 1965 va prometre una «africanització» de l'economia kenyana, amb el govern cada vegada més pressionant pel «capitalisme negre». El govern va establir la Corporació de Desenvolupament Industrial i Comercial per oferir préstecs a empreses de propietat negra, i va assegurar una participació del 51% a la Kenya National Assurance Company. El 1965, el govern va establir la Kenya National Trading Corporation per garantir el control indígena sobre el comerç de productes bàsics essencials, mentre que la Llei de llicències comercials de 1967 va prohibir als no ciutadans la participació en el comerç d'arròs, sucre i blat de moro. Durant la dècada de 1970, això es va expandir per cobrir el comerç de sabó, ciment i tèxtils. Molts asiàtics que havien conservat la ciutadania britànica es van veure afectats per aquestes mesures. Entre finals de 1967 i principis de 1968, un nombre creixent d'asiàtics kenyans van emigrar a Gran Bretanya, així, el febrer de 1968 un gran nombre va emigrar ràpidament abans que un canvi legal els revoqués el dret a fer-ho. Kenyatta no simpatitzava amb els que marxaven: «La identitat de Kenya com a país africà no es veurà alterada pels capritxos i malestars de grups d'individus no compromesos».
Sota Kenyatta, la corrupció es va estendre a tot el govern, la funció pública i la comunitat empresarial. Kenyatta i la seva família estaven lligats amb aquesta corrupció mentre es van enriquir gràcies a la compra massiva de propietats després de 1963. Les seves adquisicions a les províncies centrals, de la vall del Rift i de la costa van despertar una gran ira entre els kenyans sense terra. La seva família va utilitzar la seva posició presidencial per eludir els obstacles legals o administratius a l'adquisició de propietats. La família Kenyatta també va invertir molt en el negoci hoteler costaner, Kenyatta posseint personalment el Leonard Beach Hotel. Altres negocis amb els quals estaven involucrats incloïen la mineria de rubí al Parc Nacional de Tsavo, el negoci dels casinos, el comerç de carbó vegetal, que estava causant una desforestació important, i el comerç d'ivori. La premsa kenyana, que era en gran part lleial a Kenyatta, no va aprofundir en aquest tema; va ser només després de la seva mort que van aparèixer publicacions que revelaven l'escala del seu enriquiment personal. La corrupció kenyana i el paper de Kenyatta eren més coneguts a Gran Bretanya, encara que molts dels seus amics britànics, inclosos McDonald i Brockway, van preferir creure que Kenyatta no estava personalment implicat.

#### Reforma agrària, sanitària i educativa

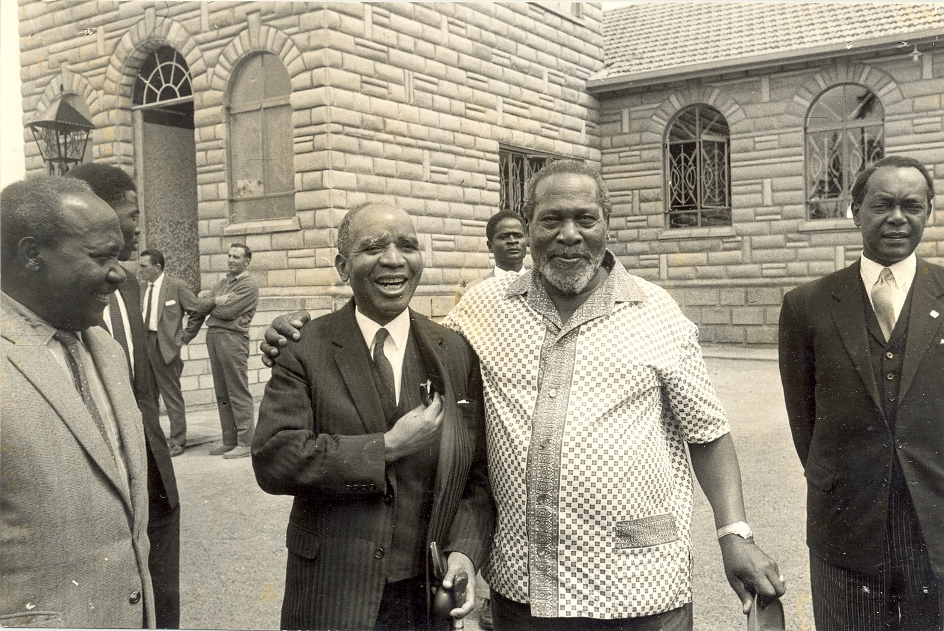
Kenyatta amb el president de Malawi Hastings Banda

La qüestió de la propietat de la terra va tenir una profunda ressonància emocional a Kenya, després d'haver estat un greu greuge contra els colonialistes britànics. Com a part de les negociacions de Lancaster House, el govern britànic va acordar proporcionar a Kenya 27 milions de lliures esterlines amb què comprar agricultors blancs i redistribuir les seves terres entre la població indígena. Per facilitar aquesta transició, Kenyatta va fer que Bruce McKenzie, un granger blanc, fos ministre d'Agricultura i Terres. El govern de Kenyatta va encoratjar l'establiment d'empreses privades de compra de terres que sovint estaven encapçalades per polítics destacats. El govern va vendre o arrendar terres a l'antiga White Highlands a aquestes companyies, que al seu torn les van subdividir entre accionistes individuals. D'aquesta manera, els programes de redistribució de terres van afavorir la circumscripció principal del partit governant. El mateix Kenyatta va ampliar les terres que posseïa al voltant de Gatundu. Els kenyans que reclamaven la terra sobre la base de la propietat ancestral sovint trobaven la terra donada a altres persones, inclosos els kenyans de diferents parts del país. Les veus van començar a condemnar la redistribució; l'any 1969, el diputat Jean-Marie Seroney va censurar la venda de terres històricament Nandi al Rift a persones que no formaven part d'aquest grup, descrivint els plans d'assentament com «la colonització del Rift per part de Kenyatta».
En part alimentada per l'elevat atur rural, Kenya va ser testimoni d'una migració creixent de camp a ciutat sota el govern de Kenyatta. Això va agreujar l'atur urbà i l'escassetat d'habitatges, amb assentaments ocupes i barris marginals creixent i les taxes de delinqüència urbana augmentant. Kenyatta estava preocupat per això, i va promoure la inversió d'aquesta migració de camp a ciutat, però en això no va tenir èxit. El govern de Kenyatta estava ansiós per controlar els sindicats del país, tement la seva capacitat d'interrompre l'economia. Amb aquesta finalitat va posar èmfasi en els esquemes de benestar social per sobre de les institucions industrials tradicionals, i el 1965 va transformar la Federació del Treball de Kenya en l'Organització Central del Comerç (COT), un organisme que va quedar sota una forta influència governamental. No es podia dur a terme legalment vagues a Kenya sense el permís de COT. També hi havia mesures per africanitzar la funció pública, que a mitjans de 1967 s'havia convertit en un 91% africana. Durant les dècades de 1960 i 1970 el sector públic va créixer més ràpidament que el sector privat. El creixement del sector públic va contribuir a l'expansió significativa de la classe mitjana indígena a la Kenya de Kenyatta.

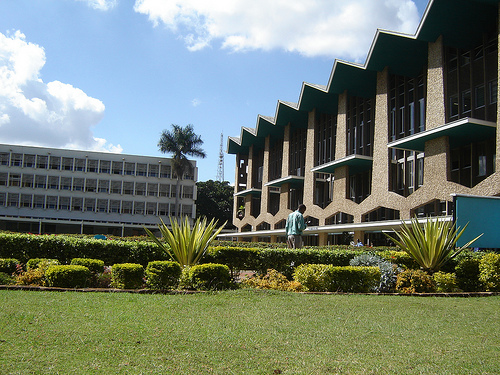
La Universitat de Nairobi, la primera institució d'educació superior de Kenya, es va establir sota l'administració de Kenyatta.

El govern va supervisar una expansió massiva de les instal·lacions educatives. El juny de 1963, Kenyatta va ordenar a la Comissió Ominda que determinés un marc per satisfer les necessitats educatives de Kenya. El seu informe va establir l'objectiu a llarg termini de l'educació primària gratuïta universal a Kenya, però va argumentar que el govern hauria de posar l'èmfasi en l'educació secundària i superior per facilitar la formació del personal indígena africà per fer-se càrrec de la funció pública i altres llocs de treball que en requereixin. Entre 1964 i 1966, el nombre d'escoles de primària va créixer un 11,6% i el de secundària un 80%. En el moment de la mort de Kenyatta, s'havien establert les primeres universitats de Kenya, la Universitat de Nairobi i la Universitat Kenyatta. Tot i que Kenyatta va morir sense haver assolit l'objectiu de l'educació primària gratuïta i universal a Kenya, el país havia fet avenços significatius en aquesta direcció, amb el 85% dels nens kenyans a l'educació primària, i en una dècada després de la independència havia format un nombre suficient dels indígenes africans per fer-se càrrec de la funció pública.
Una altra prioritat per al govern de Kenyatta era millorar l'accés als serveis sanitaris. Va afirmar que el seu objectiu a llarg termini era establir un sistema d'atenció mèdica gratuïta i universal. A curt termini, el seu èmfasi es va centrar a augmentar el nombre total de metges i infermeres col·legiats alhora que es va reduir el nombre d'expatriats en aquestes posicions. El 1965, el govern va introduir serveis mèdics gratuïts per a pacients ambulatoris i nens. Amb la mort de Kenyatta, la majoria dels kenyans tenien accés a una assistència sanitària significativament millor que la que havien tingut en el període colonial. Abans de la independència, l'esperança de vida mitjana a Kenya era de 45 anys, però a finals de la dècada de 1970 era de 55, la segona més alta de l'Àfrica subsahariana. Aquesta millora de l'atenció mèdica havia donat com a resultat una disminució de les taxes de mortalitat mentre que les taxes de natalitat es mantenien elevades, donant lloc a un ràpid creixement de la població; de 1962 a 1979, la població de Kenya va créixer poc menys d'un 4% anual, la taxa més alta del món en aquell moment. Això va posar una forta tensió als serveis socials, ja que el govern de Kenyatta va promoure projectes de planificació familiar per frenar la natalitat, però aquests van tenir poc èxit.

#### Política exterior

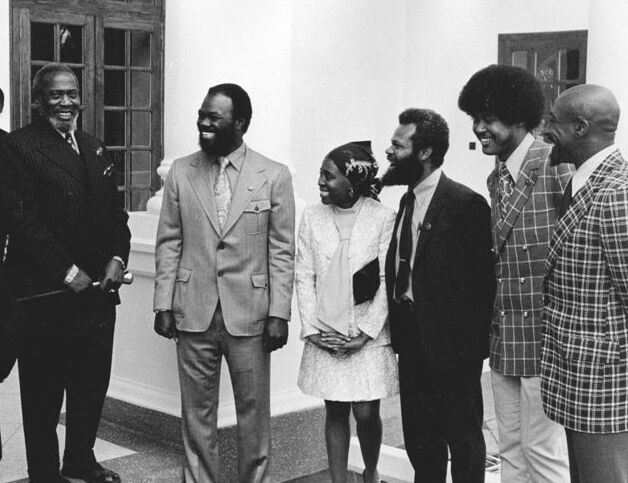
Kenyatta es reuneix amb una delegació nord-americana del Congrés d'Igualtat Racial, inclòs Roy Innis

En part a causa de l'edat avançada de Kenyatta, rarament viatjava fora de l'Àfrica oriental. Sota Kenyatta, Kenya no estava en gran part implicada en els afers d'altres estats, inclosos els de la Comunitat d'Àfrica Oriental. Malgrat les seves reserves sobre qualsevol Federació d'Àfrica Oriental immediata, el juny de 1967 Kenyatta va signar el Tractat per a la Cooperació de l'Àfrica Oriental. Al desembre va assistir a una reunió amb representants de Tanzània i Uganda per formar la Comunitat Econòmica de l'Àfrica Oriental, reflectint l'enfocament prudent de Kenyatta cap a la integració regional. També va assumir un paper de mediador durant la crisi del Congo, al capdavant de la Comissió de Conciliació de l'Organització per a la Unitat Africana al Congo.
Davant les pressions de la Guerra Freda, Kenyatta va seguir oficialment una política de «no-alineament positiu». En realitat, la seva política exterior era prooccidental i en particular britànica. Kenya es va convertir en membre de la Commonwealth britànica, utilitzant això com a vehicle per pressionar els règims d'apartheid de la minoria blanca a Sud-àfrica i Rhodèsia. Gran Bretanya va continuar sent una de les principals fonts de comerç exterior de Kenya i, de fet, l'ajuda britànica a Kenya era de les més altes d'Àfrica. El 1964, Kenya i el Regne Unit van signar un memoràndum d'entesa, una de les dues úniques aliances militars que va fer el govern de Kenyatta i el Servei Aeri Especial Britànic va entrenar els mateixos guardaespatlles de Kenyatta. Els comentaristes van argumentar que la relació de Gran Bretanya amb la Kenya de Kenyatta era una relació neocolonial, ja que els britànics havien canviat la seva posició de poder polític per una d'influència. L'historiador Poppy Cullen, tanmateix, va assenyalar que no hi havia un «control neocolonial dictatorial» a la Kenya de Kenyatta.

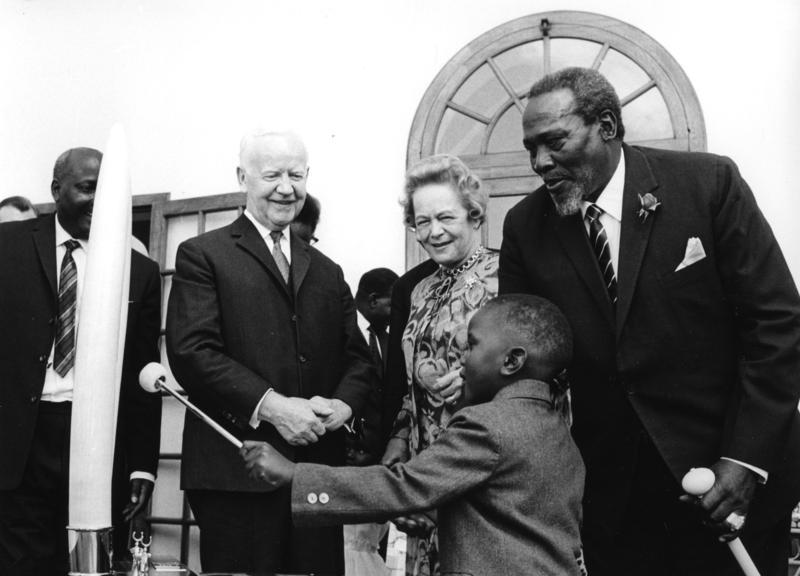
Jomo Kenyatta i el seu fill es reuneixen el 1966 amb el president d'Alemanya Occidental, Heinrich Lübke.

Tot i que molts kenyans blancs van acceptar el govern de Kenyatta, els activistes blancs d'extrema dreta s'hi van oposar; mentre estava a Londres a la Conferència de la Commonwealth de juliol de 1964, va ser agredit per Martin Webster, un neonazi britànic. La relació de Kenyatta amb els Estats Units també va ser càlida; l'Agència dels Estats Units per al Desenvolupament Internacional va tenir un paper clau per ajudar a respondre a l'escassetat de blat de moro a Kambaland el 1965. Kenyatta també va mantenir una relació càlida amb Israel, fins i tot quan altres nacions de l'Àfrica oriental van avalar l'hostilitat àrab a l'estat; per exemple, va permetre que els avions israelians reposessin a Kenya quan tornaven de l'atac d'Entebbe. Al seu torn, el 1976 els israelians van advertir d'un complot de l'Exèrcit d'Alliberament Palestí per assassinar-lo, una amenaça que es va prendre seriosament.
Kenyatta i el seu govern eren anticomunistes, i el juny de 1965 va advertir que «és ingenu pensar que no hi ha perill d'imperialisme d'Orient. En la política de poder mundial, l'Orient té tants projectes sobre nosaltres com Occident i voldria servir els seus propis interessos. Per això rebutgem el comunisme.» El seu govern va ser sovint criticat pels comunistes i altres esquerrans, alguns dels quals el van acusar de feixista. Quan el funcionari comunista xinès Zhou Enlai va visitar Dar es Salaam, la seva afirmació que «Àfrica està madura per a la revolució» va ser clarament dirigit en gran manera a Kenya. El 1964, Kenyatta va confiscar un enviament secret d'armament xinès que va travessar el territori kenyà en el seu camí cap a Uganda. Obote va visitar personalment Kenyatta per demanar disculpes. El juny de 1967, Kenyatta va declarar l'encarregat d'Afers xinès persona non grata a Kenya i va revocar l'ambaixador de Kenya de Pequín. Les relacions amb la Unió Soviètica també van ser tenses; Kenyatta va tancar l'Institut Lumumba, una organització educativa que porta el nom del líder independentista congolès Patrice Lumumba, sobre la base que era un front per a la influència soviètica a Kenya.

#### La dissidència i l'estat de partit únic

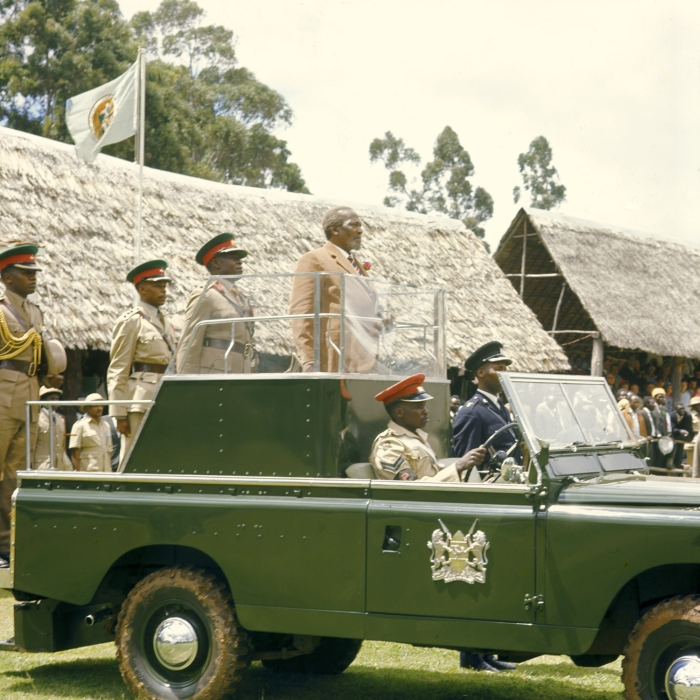
Kenyatta al Saló Agrícola d'Eldoret, 1968

Kenyatta va deixar clar el seu desig que Kenya esdevingués un estat de partit únic, considerant-ho com una millor expressió de la unitat nacional que un sistema multipartidista. En els primers cinc anys de la independència, va consolidar el control del govern central, eliminant l'autonomia de les províncies de Kenya per evitar l'atrinxerament de les bases de poder ètnic. Va argumentar que el control centralitzat del govern era necessari per fer front al creixement de les demandes de serveis locals i per ajudar a un desenvolupament econòmic més ràpid. El 1966, va posar en marxa una comissió per examinar les reformes a les operacions del govern local, i el 1969 va aprovar la Llei de Transferència de Funcions, que va suspendre les subvencions a les autoritats locals i va transferir els principals serveis del control provincial al central.
Un dels principals focus de Kenyatta durant els primers tres anys i mig de la independència de Kenya van ser les divisions dins del mateix KANU. L'oposició al govern de Kenyatta va créixer, sobretot després de l'assassinat de Pio Pinto el febrer de 1965. Kenyatta va condemnar l'assassinat del destacat polític d'esquerres, encara que les agències d'intel·ligència del Regne Unit creien que el seu propi guardaespatlles havia orquestrat l'assassinat. Les relacions entre Kenyatta i Odinga van ser tenses, i a la conferència del partit de març de 1966, el càrrec d'Odinga, el de vicepresident del partit, es va dividir entre vuit polítics diferents, limitant molt el seu poder i acabant amb la seva posició com a successor automàtic de Kenyatta. Entre 1964 i 1966, Kenyatta i altres conservadors de la KANU havien intentat deliberadament empènyer Odinga a dimitir del partit. Sota una pressió creixent, el 1966 Odinga va deixar el càrrec de vicepresident de l'estat, al·legant que Kenya no havia aconseguit la independència econòmica i havia d'adoptar polítiques socialistes. Amb el suport de diverses altres figures de la KANU i sindicalistes, es va convertir en cap de la nova Unió Popular de Kenya (KPU). En el seu manifest, la KPU va afirmar que seguiria «polítiques realment socialistes» com la nacionalització dels serveis públics; va afirmar que el govern de Kenyatta «vol[ia] construir un sistema capitalista a imatge del capitalisme occidental, però està massa avergonyit o deshonest per dir-ho així». El KPU va ser reconegut legalment com a l'oposició oficial, restaurant així el sistema de dos partits del país.
El nou partit va suposar un desafiament directe al govern de Kenyatta, i ell el va considerar com un complot d'inspiració comunista per derrocar-lo. Poc després de la creació de la KPU, el Parlament de Kenya va modificar la constitució per assegurar-se que els desertors —que havien estat escollits originalment amb el bitllet de KANU— no poguessin mantenir automàticament els seus escons i haurien de presentar-se a la reelecció. Això va donar lloc a les eleccions de juny de 1966. Els luo es van reunir cada cop més al voltant de la KPU, que va experimentar violència localitzada que va dificultar la seva capacitat de fer campanya, encara que el govern de Kenyatta va desmentir oficialment aquesta violència. KANU va mantenir el suport de tots els diaris nacionals i de les estacions de ràdio i televisió propietat del govern. Dels 29 desertors, només nou van ser reelegits en el bitllet de la KPU; Odinga es trobava entre ells, havent retingut el seu escó a Central Nyanza amb una gran majoria. Odinga va ser substituït com a vicepresident per Joseph Murumbi, que al seu torn seria substituït per Moi.
El juliol de 1969, Mboya, un destacat i popular polític luo del KANU, va ser assassinat per un kikuyu. S'ha informat que Kenyatta havia estat preocupat perquè Mboya, amb el suport nord-americà, pogués retirar-lo de la presidència, i a tot Kenya hi havia sospites que el govern de Kenyatta era responsable de la mort de Mboya. L'assassinat va provocar tensions entre els kikuyu i altres grups ètnics a tot el país, amb disturbis a Nairobi. L'octubre de 1969, Kenyatta va visitar Kisumu, situat al territori luo, per obrir un hospital. En ser rebut per una multitud que cridava consignes de la KPU, va perdre la calma. Quan els membres de la multitud van començar a llançar pedres, els guardaespatlles de Kenyatta van obrir foc contra ells, matant i ferint-ne diversos. En resposta a l'ascens de la KPU, Kenyatta havia introduït el jurament, una tradició cultural kikuyu en la qual els individus venien a Gatundu per jurar-li la seva lleialtat. Es va forçar els periodistes perquè no informessin del sistema de juraments, i diversos van ser deportats quan van intentar fer-ho. Molts kenyans van ser pressionats o obligats a prestar juraments, cosa que va condemnar l'establishment cristià del país. En resposta a la creixent condemna, el jurament es va acabar el setembre de 1969, i Kenyatta va convidar líders d'altres grups ètnics a una reunió a Gatundu.
El govern de Kenyatta va recórrer a mesures antidemocràtiques per restringir l'oposició. Va utilitzar les lleis sobre detenció i deportació per perpetuar el seu control polític. El 1966, va aprovar el Reglament de Seguretat Pública (Persones Detingudes i Restringides), que permetia a les autoritats arrestar i detenir qualsevol persona «per a la preservació de la seguretat pública» sense jutjar-la. L'octubre de 1969 el govern va prohibir la KPU, i va arrestar Odinga abans de posar-lo sota detenció indefinida. Amb l'eliminació de l'oposició organitzada, a partir de 1969, Kenya tornava a ser de facto un estat de partit únic. Les eleccions generals de desembre de 1969, en què tots els candidats eren del governant KANU, van donar com a resultat que el govern de Kenyatta es mantingués al poder, però molts membres del seu govern van perdre els seus escons parlamentaris davant dels rivals del partit. Durant els anys vinents, moltes altres figures polítiques i intel·lectuals considerades hostils al govern de Kenyatta van ser detingudes o empresonades, com Seroney, Flomena Chelagat, George Anyona, Martin Shikuku i Ngũgĩ wa Thiong'o. Altres figures polítiques que eren crítiques amb l'administració de Kenyatta, com Ronald Ngala i Josiah Mwangi Kariuki, van morir en incidents que molts van especular que eren assassinats del govern.

### Malaltia i mort

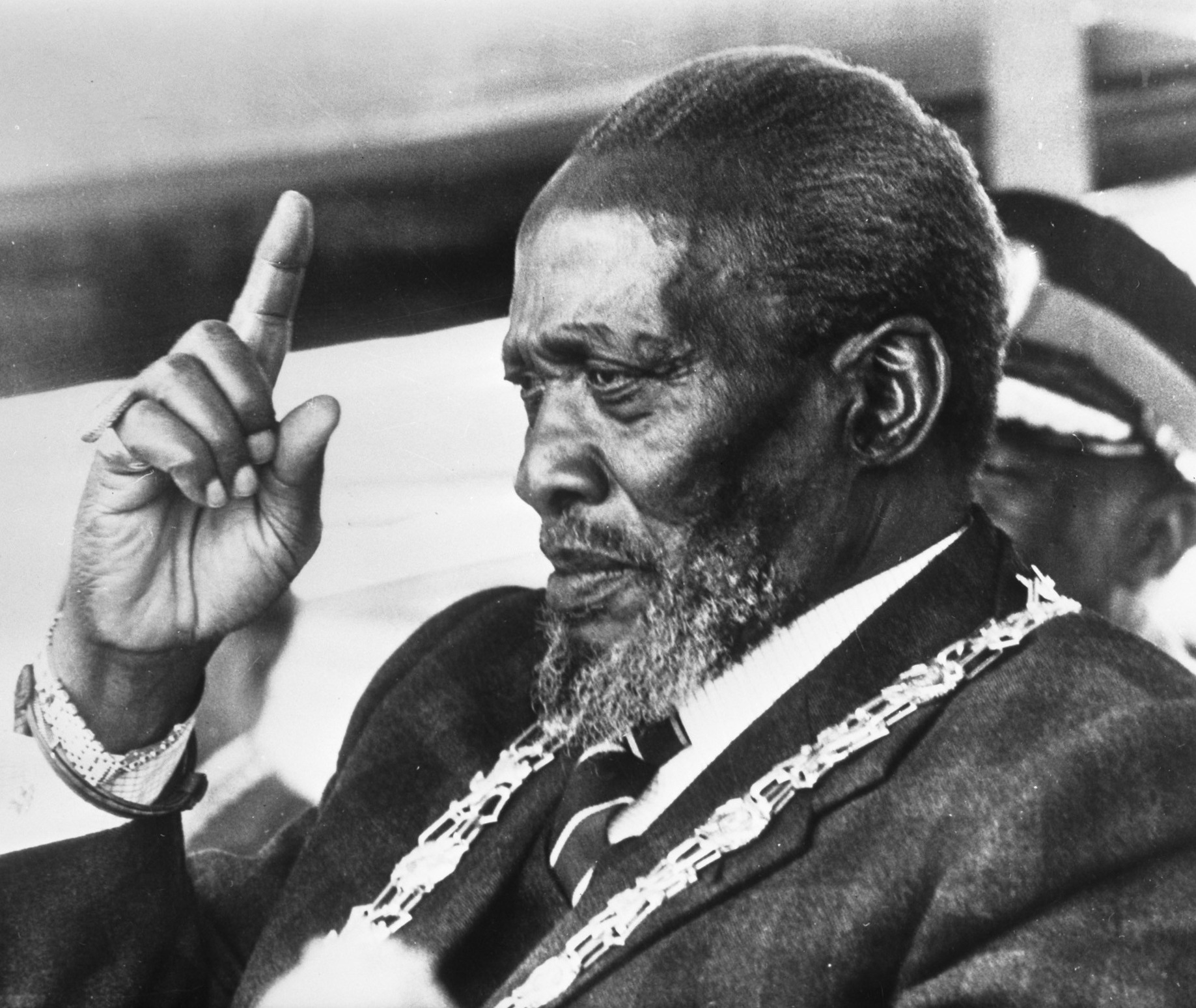
Kenyatta en l'últim any de la seva vida

Durant molts anys, Kenyatta havia patit problemes de salut. Va tenir un lleu ictus el 1966, i un altre el maig de 1968. Va patir gota i problemes cardíacs, tots els quals va intentar mantenir ocults al públic. El 1970, era cada cop més feble i senil, i el 1975 Kenyatta havia, segons Maloba, «deixat de governar activament». Quatre polítics kikuyu (Koinange, James Gichuru, Njoroge Mungai i Charles Njonjo) formaven el seu cercle íntim d'associats, i poques vegades se'l veia en públic sense cap d'ells present. Aquesta camarilla es va enfrontar a l'oposició dels membres posteriors de KANU encapçalats per Josiah Mwangi Kariuki. El març de 1975 Kariuki va ser segrestat, torturat i assassinat, i el seu cos va ser abocat als turons de Ngong. Després de l'assassinat de Kariuki, va assenyalar Maloba, hi va haver una «erosió notable» del suport a Kenyatta i el seu govern. A partir d'aleshores, quan el president va parlar a la multitud, ja no van aplaudir les seves declaracions.
El 1977, Kenyatta va tenir diversos ictus o atacs de cor. El 22 d'agost de 1978, va morir d'un atac de cor a la Casa de l'Estat a Mombasa. El govern de Kenya s'havia estat preparant per a la mort de Kenyatta almenys des del seu ictus el 1968; havia demanat ajuda britànica per organitzar el seu funeral d'estat com a resultat de la llarga experiència del Regne Unit en aquesta àrea. McKenzie va fer d'intermediari, i l'estructura del funeral va ser orquestrada per imitar deliberadament la del difunt primer ministre britànic Winston Churchill. En fer-ho, es va intentar projectar una imatge del país com un estat nació modern en lloc d'un de tradicional. El funeral va tenir lloc a l'església presbiteriana de Sant Andreu, sis dies després de la mort de Kenyatta. L'hereu al tron de Gran Bretanya, Carles, príncep de Gal·les, va assistir a l'acte, símbol del valor que el govern britànic va percebre en la seva relació amb Kenya. També hi van assistir caps d'estat africans, com Nyerere, Idi Amin, Kenneth Kaunda i Hastings Banda, així com Morarji Desai de l'Índia i Muhammad Zia-ul-Haq del Pakistan. El seu cos va ser enterrat en un mausoleu als terrenys dels edificis del Parlament a Nairobi.
La successió de Kenyatta havia estat un tema de debat des de la independència, i Kenyatta no havia nomenat un successor clar. La camarilla kikuyu que l'envoltava havia intentat esmenar la constitució per evitar que el vicepresident Moi —que era del poble Kalenjin en comptes dels kikuyu— esdevingués automàticament president en funcions, però els seus intents van fracassar enmig d'una oposició popular i parlamentària sostinguda. Després de la mort de Kenyatta, la transició del poder va resultar suau, un fet que va sorprendre molts comentaristes internacionals. Com a vicepresident, Moi va jurar com a president en funcions per un període interí de noranta dies. A l'octubre va ser elegit per unanimitat president del KANU i posteriorment va ser declarat president de Kenya. Moi va emfatitzar la seva lleialtat a Kenyatta —«Li vaig seguir i li vaig ser fidel fins al seu darrer dia, fins i tot quan els seus amics més propers el van abandonar»— i hi havia moltes expectatives que continués les polítiques inaugurades per Kenyatta. No obstant això, va criticar la corrupció, l'acaparament de terres i l'ethos capitalista que havia caracteritzat el període de Kenyatta i va expressar tendències populistes emfatitzant un vincle més estret amb els pobres. El 1982 esmenaria la constitució de Kenya per crear un estat de partit únic de iure.

## Ideologia política
| «                                | Kenyatta tenia sentit comú i grans qualitats de lideratge. Era essencialment un moderat que intentava aconseguir la revolució radical d'una victòria nacionalista en una societat colonialista, i la seva ambivalència sobre molts temes es pot explicar millor per la seva necessitat de contenir o utilitzar els seus militants, i en tenia molts. Estaven impacients i volien veure una acció efectiva. Kenyatta sens dubte va saber com apel·lar als sentiments africans. | » |
| — Kenyatta biographer Guy Arnold | |   |

Kenyatta era un nacionalista africà i estava compromès amb la creença que el domini colonial europeu a l'Àfrica havia d'acabar. Com altres anticolonialistes, creia que sota el colonialisme, els recursos humans i naturals d'Àfrica s'havien utilitzat no en benefici de la població d'Àfrica sinó per a l'enriquiment dels colonitzadors i les seves pàtries europees. Per a Kenyatta, la independència no significava només l'autogovern, sinó la fi de la segregació racial i de les actituds paternalistes i l'argot racista de la minoria blanca de Kenya. Segons Murray-Brown, la «filosofia bàsica» de Kenyatta al llarg de la seva vida va ser que «tots els homes mereixien el dret a desenvolupar-se pacíficament segons els seus propis desitjos». Kenyatta ho va expressar en la seva declaració que «sempre he defensat els propòsits de la dignitat humana en llibertat i els valors de la tolerància i la pau». Aquest enfocament era similar a la ideologia de l'«humanisme africà» del president de Zàmbia Kenneth Kaunda.
Murray-Brown va assenyalar que «Kenyatta sempre s'havia mantingut lliure de compromisos ideològics», mentre que l'historiador William R. Ochieng va observar que «Kenyatta no articulava cap filosofia social particular». De la mateixa manera, Assensoh va assenyalar que Kenyatta «no estava interessat en les filosofies socials i els eslògans». Diversos comentaristes i biògrafs el van descriure com a políticament conservador, un punt de vista ideològic probablement reforçat per la seva formació en antropologia funcionalista. Va perseguir, segons Maloba, «un conservadorisme que treballava de concert amb les potències imperials i era clarament hostil a la política radical».
El biògraf de Kenyatta Guy Arnold va descriure el líder kenyà com «un pragmàtic i un moderat», assenyalant que el seu únic «radicalisme» va venir en forma del seu «atac nacionalista» a l'imperialisme. Arnold també va assenyalar que Kenyatta «va absorbir una gran part de l'enfocament britànic de la política: pragmatisme, només tractant els problemes quan esdevenen crisis, [i] tolerància sempre que l'altra banda només parli». Donald Savage va assenyalar que Kenyatta creia en «la importància de l'autoritat i la tradició», i que mostrava «una visió notablement consistent del desenvolupament mitjançant l'autoajuda i el treball dur». Kenyatta també era un elitista i va encoratjar l'aparició d'una classe d'elit a Kenya. Va lluitar amb una contradicció entre el seu desig conservador de renovar els costums tradicionals i els seus impulsos reformistes per abraçar la modernitat occidental. També es va enfrontar a una contradicció entre els seus debats interns sobre l'ètica kikuyu i la creença en la identitat tribal amb la seva necessitat de crear un nacionalisme kenyà no tribalitzat.

### Mirades sobre el panafricanisme i el socialisme
Mentre estava a Gran Bretanya, Kenyatta va fer aliances polítiques amb individus compromesos amb el marxisme i amb el panafricanisme radical, la idea que els països africans haurien d'unificar políticament; alguns comentaristes han caracteritzat pòstumament Kenyatta com a panafricanista. Maloba va observar que durant el període colonial Kenyatta havia abraçat «l'activisme panafricà radical» que diferia molt de les «posicions conservadores deliberades, especialment sobre la qüestió de l'alliberament d'Àfrica» que va adoptar mentre era líder de Kenya. Com a líder de Kenya, Kenyatta va publicar dos volums recollits dels seus discursos: Harambee i Suffering Without Bitterness. El material inclòs en aquestes publicacions va ser seleccionat acuradament per evitar esmentar el radicalisme que va exhibir mentre estava a Gran Bretanya durant la dècada de 1930.
Kenyatta havia estat exposat a les idees marxistes-leninistes gràcies a la seva amistat amb Padmore i el temps que va passar a la Unió Soviètica, però també havia estat exposat a les formes occidentals de govern democràtic liberal durant els seus molts anys a Gran Bretanya. Sembla que no va tenir més implicació amb el moviment comunista després de 1934. Com a líder de Kenya, Kenyatta va rebutjar la idea que el marxisme oferís un marc útil per analitzar la situació socioeconòmica del seu país. Els acadèmics Bruce J. Berman i John M. Lonsdale van argumentar que els marcs marxistes per analitzar la societat van influir en algunes de les seves creences, com la seva opinió que el colonialisme britànic havia de ser destruït més que simplement reformat. Kenyatta, tanmateix, no estava d'acord amb l'actitud marxista que el tribalisme era endarrerit i retrògrad; la seva actitud positiva cap a la societat tribal va frustrar alguns dels amics panafricanistes marxistes de Kenyatta a Gran Bretanya, entre ells Padmore, James i T. Ras Makonnen, que la consideraven parroquial i poc progressista.
Assensoh va suggerir que Kenyatta inicialment tenia inclinacions socialistes, però «es va convertir en víctima de les circumstàncies capitalistes»; per contra, Savage va afirmar que «la direcció de Kenyatta no era cap a la creació d'una nova societat socialista radical», i Ochieng el va anomenar «un capitalista africà». Quan estava al poder, Kenyatta va mostrar una preocupació pels drets a la terra individuals i mbaris que estaven en desacord amb qualsevol col·lectivització d'orientació socialista. Segons Maloba, el govern de Kenyatta «va intentar projectar el capitalisme com una ideologia africana, i el comunisme (o socialisme) com a aliè i perillós».

## Personalitat i vida personal
| «                                          | Kenyatta tenia sentit comú i grans qualitats de lideratge. Era essencialment un moderat que intentava aconseguir la revolució radical d'una victòria nacionalista en una societat colonialista, i la seva ambivalència sobre molts temes es pot explicar millor per la seva necessitat de contenir o utilitzar els seus militants, i en tenia molts. Estaven impacients i volien veure una acció efectiva. Kenyatta sens dubte va saber com apel·lar als sentiments africans. | » |
| — Jeremy Murray-Brown, biògraf de Kenyatta | |   |

Kenyatta era un personatge extravagant, amb una personalitat extravertida. Segons Murray-Brown, «li agradava estar al centre de la vida», i sempre va ser «un rebel de cor» que gaudia dels «plaers terrenals». Una de les companyes d'estudis LSE de Kenyatta, Elspeth Huxley, es va referir a ell com «un showman fins a la punta dels dits; jovial, un bon company, astut, fluït, ràpid, tortuós, subtil, [i] amant de la carn». A Kenyatta li agradava vestir de manera elaborada; durant la major part de la seva vida adulta, va portar anells i mentre estudiava a la universitat de Londres va començar a portar un fes i una capa i un bastó negre amb la tapa platejada. Va adoptar el seu cognom, «Kenyatta», pel nom d'un cinturó de perles que portava sovint els primers anys. Com a president va col·leccionar una varietat de cotxes cars.
Murray-Brown va assenyalar que Kenyatta tenia la capacitat de «semblar-ho tot a tothom», també mostrant una «capacitat total de mantenir els seus veritables propòsits i habilitats per a ell», per exemple, ocultant les seves connexions amb els comunistes i la Unió Soviètica, tant de membres del Partit Laborista Britànic com de figures kikuyu a casa seva. Aquesta astúcia va ser interpretada de vegades com a deshonestedat pels qui el van conèixer. En referència a l'aparició de Kenyatta a Kenya dels anys vint, Murray-Brown va afirmar que el líder es presentava als europeus com «un nadiu "europeïtzat" agradable, encara que una mica descarrilat» i als indígenes africans com «un home sofisticat de la ciutat sobre la serietat política del qual tenien certes reserves».
Simon Gikandi va argumentar que Kenyatta, com alguns dels seus contemporanis en el moviment panafricà, era un «afrovictorià», algú la identitat del qual havia estat modelada «per la cultura del colonialisme i les institucions colonials», especialment les de l'època victoriana. Durant les dècades de 1920 i 1930, Kenyatta va conrear la imatge d'un «cavaller colonial»; a Anglaterra, va mostrar «maneres agradables» i una actitud flexible per adaptar-se a situacions urbanes diferents de les terres on havia crescut. A. R. Barlow, membre de la Missió de l'Església d'Escòcia a Kikuyu, es va reunir amb Kenyatta a Gran Bretanya, més tard relatant que estava impressionat per com Kenyatta podia «mesclar-se en igualtat de condicions amb els europeus i mantenir el seu final malgrat les seves mancances, tant en l'àmbit educatiu com social». El sud-africà Peter Abrahams va conèixer Kenyatta a Londres, assenyalant que de tots els homes negres implicats en el moviment panafricanista de la ciutat, era «el més relaxat, sofisticat i "occidentalitzat" de tots nosaltres». Com a president, Kenyatta sovint recordava amb nostàlgia el seu temps a Anglaterra, referint-se-hi com «casa» en diverses ocasions. Berman i Lonsdale van descriure la seva vida com una preocupació per «una recerca de la reconciliació de la modernitat occidental que va abraçar i una identitat kikuyu igualment valorada que no podia descartar». Gikandi va argumentar que «la identificació de Kenyatta amb l'anglès era molt més profunda del que els seus amics i enemics han estat disposats a admetre».

Kenyatta també ha estat descrit com un orador, autor i editor amb talent. Tenia tendències dictatorials i autocràtiques, així com un temperament ferotge que podia sorgir com a ràbia a voltes. Murray-Brown va assenyalar que Kenyatta podia ser «bastant sense escrúpols, fins i tot brutal» a l'hora d'utilitzar els altres per aconseguir el que ell volia, però mai va mostrar cap crueltat física o nihilisme. Kenyatta no tenia impulsos racistes pel que fa als europeus blancs, com es pot veure, per exemple, a través del seu matrimoni amb una dona anglesa blanca. Li va dir a la seva filla «els anglesos són gent meravellosa per viure a Anglaterra». Va donar la benvinguda al suport dels blancs a la seva causa, sempre que fos generós i incondicional, i va parlar d'una Kenya en què els indígenes africans, europeus, àrabs i indis poguessin considerar-se com a kenyans, treballant i vivint pacíficament. Malgrat això, Kenyatta va mostrar una antipatia general pels indis, creient que explotaven els indígenes africans a Kenya.
| «                         | No crec que sigui, ni ho hagi estat mai, un enemic dels europeus o dels blancs, perquè he passat molts anys a Anglaterra o a Europa, i encara avui tinc molts amics en diverses nacions. | » |
| — Kenyatta, abril de 1961 | |   |

Kenyatta era polígam. Va veure la monogàmia a través d'una lent antropològica com un fenomen occidental interessant, però no va adoptar la pràctica ell mateix, sinó que va mantenir relacions sexuals amb una àmplia gamma de dones al llarg de la seva vida. Murray-Brown va caracteritzar Kenyatta com un «pare afectuós» amb els seus fills, però un que estava freqüentment absent. Kenyatta va tenir dos fills del seu primer matrimoni amb Grace Wahu: el fill Peter Muigai Kenyatta (nascut el 1920), que més tard es va convertir en viceministre; i la filla Margaret Kenyatta (nascuda el 1928). Margaret va exercir com a alcaldessa de Nairobi entre 1970 i 1976 i després com a ambaixadora de Kenya a les Nacions Unides de 1976 a 1986. D'aquests nens, Margaret va ser la confident més propera de Kenyatta.
Durant el seu judici, Kenyatta es va descriure a si mateix com a cristià dient: «No segueixo cap denominació en particular. Crec en el cristianisme en el seu conjunt.» Arnold va afirmar que a Anglaterra, l'adhesió de Kenyatta al cristianisme va ser «desconcertant». Mentre estava a Londres, Kenyatta s'havia interessat pels ponents ateus de l'Speakers' Corner a Hyde Park. mentre que un amic musulmà irlandès havia instat sense èxit a Kenyatta a convertir-se a l'Islam. Durant el seu empresonament, Kenyatta va llegir sobre l'islam, l'hinduisme, el budisme i el confucianisme a través dels llibres que li va proporcionar Stock. El diplomàtic israelià Asher Naim el va visitar en aquest període, assenyalant que tot i que Kenyatta «no era un home religiós, estimava la Bíblia». Tot i presentar-se com a cristià, trobava intolerables les actituds de molts missioners europeus, en particular, la seva disposició a veure tot l'africà com a malvat Facing Mount Kenya, va desafiar l'actitud de menyspreu dels missioners cap a la veneració dels avantpassats, que va preferir anomenar «comunió dels avantpassats». Kenyatta va invocar els «esperits ancestrals» com a part de «la lluita per la llibertat africana».

## Llegat

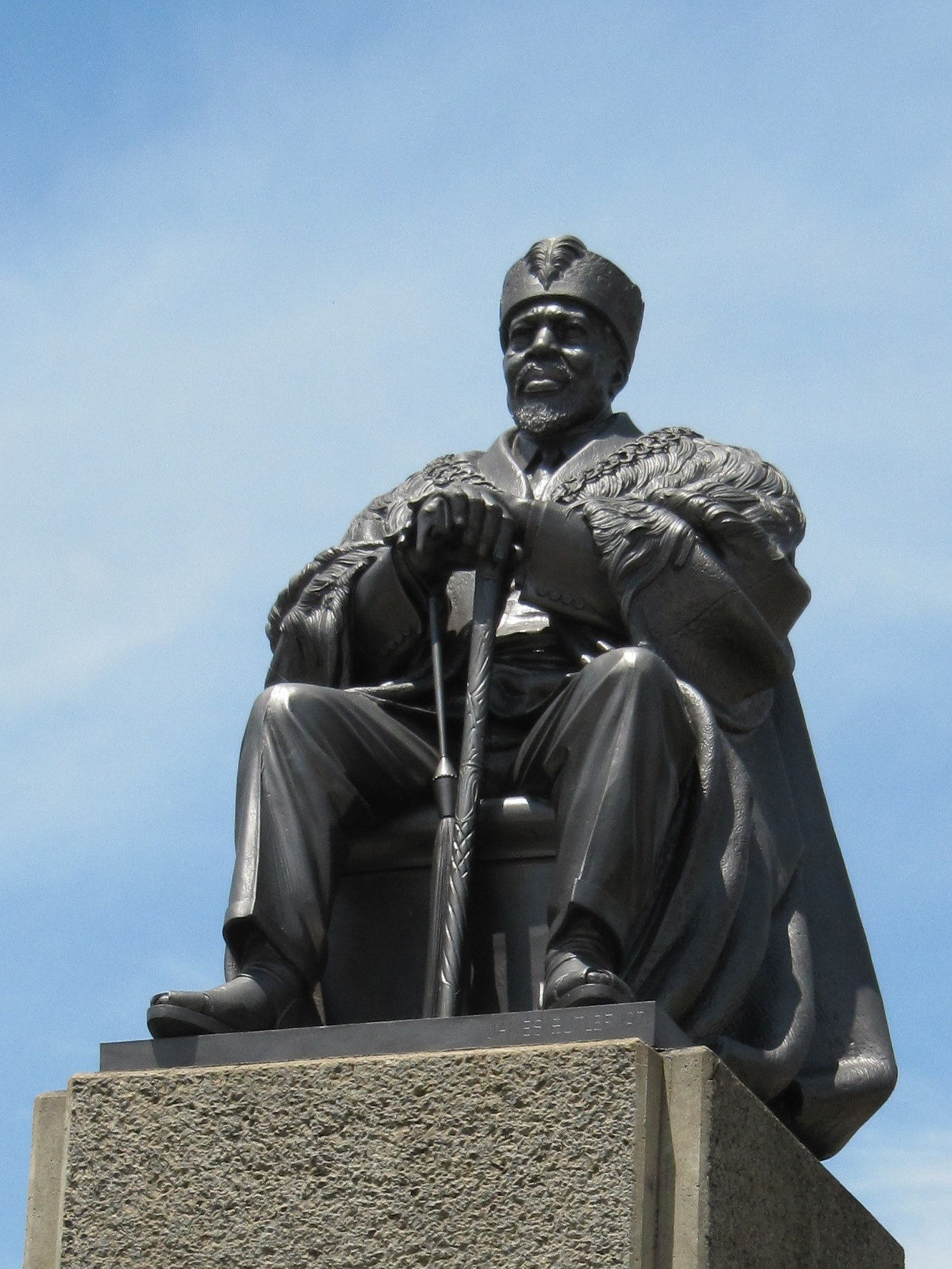
Una estàtua de Kenyatta (1971) de James Butler es va erigir al KICC de Nairobi.

Dins de Kenya, Kenyatta va arribar a ser considerat com el «Pare de la Nació», i se li va donar el títol no oficial de Mzee, un terme suahili que significa «gran vell». Des de 1963 fins a la seva mort, un culte a la personalitat el va envoltar al país, un culte que va relacionar deliberadament el nacionalisme kenyà amb la mateixa personalitat de Kenyatta. Aquest ús de Kenyatta com a símbol popular de la nació es va afavorir per les similituds entre els seus noms. Va arribar a ser considerat com una figura paterna no només pels kikuyu i els kenyans, sinó també pels africans.
Després de 1963, va assenyalar Maloba, Kenyatta es va convertir en «el líder africà posterior a la independència més admirat» a l'escenari mundial, un que els països occidentals van aclamar com un «estimat estadista gran». Les seves opinions van ser «més valorades» tant pels polítics africans conservadors com pels líders occidentals. En convertir-se en líder de Kenya, les seves posicions anticomunistes van guanyar el favor a Occident, i alguns governs prooccidentals li van donar premis; el 1965, per exemple, va rebre medalles tant del papa Pau VI com del govern de Corea del Sud.
El 1974, Arnold es va referir a Kenyatta com «un dels líders africans destacats que viuen ara», algú que s'havia convertit en «sinònim de Kenya». Va afegir que Kenyatta havia estat «un dels polítics més astuts» del continent, considerat com «un dels grans arquitectes de l'èxit nacionalista africà des de 1945». Kenneth O. Nyangena el va caracteritzar com «un dels homes més grans del segle xx», després d'haver estat «un far, un punt de trobada per als kenyans que pateixen per lluitar pels seus drets, la justícia i la llibertat» la «brillantor dels quals va donar força i aspiració a les persones més enllà dels límits de Kenya». El 2018, Maloba el va descriure com «un dels llegendaris pioners del nacionalisme africà modern». En el seu examen dels seus escrits, Berman i Lonsdale el van descriure com un «pioner» per ser un dels primers kikuyu a escriure i publicar; «El seu assoliment representatiu va ser únic».

### Influència domèstica i valoració pòstuma
Maxon va assenyalar que en les àrees de salut i educació, Kenya sota Kenyatta «va aconseguir més en una dècada i mitja del que havia aconseguit l'estat colonial en les sis dècades anteriors». En el moment de la mort de Kenyatta, Kenya havia guanyat índexs d'esperança de vida més alts que la majoria de l'Àfrica subsahariana. Hi havia hagut una expansió en l'educació primària, secundària i superior, i el país havia fet el que Maxon va anomenar «passos de gegant» cap a la consecució del seu objectiu d'educació primària universal per als nens kenyans. Un altre èxit significatiu havia estat el desmantellament del sistema de segregació racial de l'època colonial a les escoles, instal·lacions públiques i clubs socials de manera pacífica i amb una interrupció mínima.

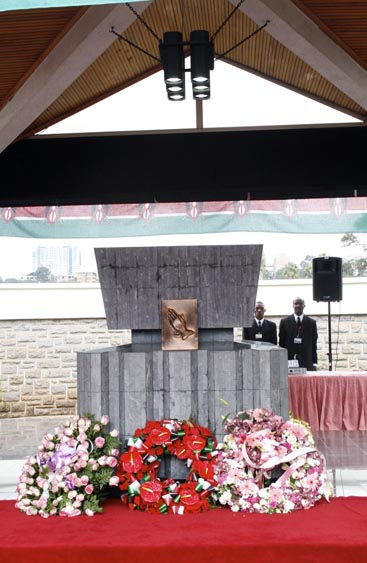
Mausoleu de Kenyatta a Nairobi

Durant bona part de la seva vida, els colons blancs de Kenya havien considerat Kenyatta com un insatisfet i un agitador; per a ells, era una figura d'odi i por. Com va assenyalar Arnold, «cap figura a tota l'Àfrica britànica, amb la possible excepció de [Nkrumah], va emocionar tant entre els colons com les autoritats colonials tantes expressions d'ira, denigració i fúria com ho va fer Kenyatta». Tal com va dir l'historiador Keith Kyle, per a molts blancs Kenyatta era «l'encarnació de Satanàs». Aquesta animadversió blanca va assolir el seu apogeu entre 1950 i 1952. El 1964, aquesta imatge havia canviat en gran manera, i molts colons blancs es van referir a ell com «Good Old Mzee». Murray-Brown va expressar l'opinió que per a molts, el «missatge de reconciliació de Kenyatta, "perdonar i oblidar», va ser potser la seva major contribució al seu país i a la història.»
Per a Ochieng, Kenyatta era «una personificació de les forces i tendències socials conservadores» a Kenya. Cap al final de la seva presidència, molts kenyans més joves —tot i que respectaven el paper de Kenyatta per assolir la independència— el consideraven un reaccionari. Aquells que desitgen una transformació radical de la societat kenyana sovint comparaven desfavorablement la Kenya de Kenyatta amb la seva veïna del sud, la Tanzània de Julius Nyerere. Les crítiques que esquerrans com Odinga van fer al lideratge de Kenyatta eren semblants a les que l'intel·lectual Frantz Fanon havia fet als líders postcolonials d'arreu d'Àfrica. Basant-se en la teoria marxista, Jay O'Brien, per exemple, va argumentar que Kenyatta havia arribat al poder «com a representant d'una possible burgesia», una coalició d'«elements africans petitburgesos relativament privilegiats» que volien simplement substituir els colonialistes britànics i la «burgesia comercial asiàtica» per ells mateixos. Va suggerir que els britànics van donar suport a Kenyatta en això, veient-lo com un baluard contra la creixent militància obrera i camperola que asseguraria el domini neocolonial continuat.
Proporcionant una crítica d'esquerres similar, l'escriptor marxista Ngũgĩ wa Thiong'o va afirmar que «aquí hi havia un Moisès negre que havia estat cridat per la història per conduir el seu poble a la terra promesa de no explotació ni opressió, però que no va aconseguir arribar a l'ocasió». Ngũgĩ va veure Kenyatta com una «figura tràgica del segle xx: podria haver estat un Lenin, un Mao Tse-Tung o un Ho Chi Minh; però va acabar sent un Chiang Kai-Shek, un Park-Chung Hee, o un Pinochet.» Ngũgĩ va ser un dels crítics kenyans que van afirmar que Kenyatta va tractar els veterans de Mau-Mau amb menyspreu, deixant molts d'ells empobrits i sense terres mentre buscaven treure'ls del centre de la política nacional. En altres àrees, el govern de Kenyatta també es va enfrontar a crítiques; per exemple, va avançar poc en la promoció dels drets de les dones a Kenya.
Assensoh va argumentar que en la seva història de vida, Kenyatta tenia molt en comú amb Kwame Nkrumah de Ghana. Simon Gikandi va assenyalar que Kenyatta, com Nkrumah, va ser recordat per «iniciar el discurs i el procés que va traçar la narrativa de la llibertat africana», però al mateix temps tots dos eren «sovint recordats per la seva institució descuidada del govern presidencial, una dictadura de partit únic, etnicisme i amiguisme. Se'ls recorda tant per fer realitat el somni de la independència africana com per la seva invenció de l'autoritarisme postcolonial.» El 1991, l'advocat i activista dels drets humans de Kenya Gibson Kamau Kuria va assenyalar que en abolir el sistema federal, es va prohibir als candidats independents de presentant-se a les eleccions, establint una legislatura unicameral i relaxant les restriccions a l'ús dels poders d'emergència, Kenyatta havia posat «les bases» perquè Moi avançava encara més el poder dictatorial a Kenya durant la dècada de 1970 i 1980.
Kenyatta va ser acusat per la Comissió de Veritat, Justícia i Reconciliació de Kenya en el seu informe de 2013 d'utilitzar la seva autoritat com a president per assignar grans extensions de terra a ell i a la seva família a tot Kenya. La família Kenyatta es troba entre els propietaris més grans de Kenya. Durant la dècada de 1990, encara hi havia molta frustració entre els grups tribals, concretament als districtes de Nandi, Nakuru, Uasin-Gishu i Trans-Nzoia, on sota el govern de Kenyatta no havien recuperat la terra presa pels colons europeus i molta havia estat venuda a aquells considerats com a «estrangers»: kenyans d'altres tribus. Entre aquests grups hi va haver crides generalitzades de restitució i el 1991 i el 1992 es van produir atacs violents contra molts dels que van obtenir terres gràcies al patrocini de Kenyatta en aquestes zones. La violència va continuar esporàdicament fins al 1996, amb uns 1.500 morts i 300.000 desplaçats a la Vall del Rift.

## Obres
| Any de publicació | Títol                                                       | Editor                                  |
| ----------------- | ----------------------------------------------------------- | --------------------------------------- |
| 1938              | Facing Mount Kenya                                          | Secker and Warburg                      |
| 1944              | My People of Kikuyu and the Life of Chief Wangombe          | United Society for Christian Literature |
| 1944?             | Kenya: The Land of Conflict                                 | Panaf Service                           |
| 1968              | Suffering Without Bitterness                                | East African Publishing House           |
| 1971              | The Challenge of Uhuru: The Progress of Kenya, 1968 to 1970 | East African Publishing House           |